# Malta
Malta, Republika Malty (malt. Repubblika ta’ Malta, ang. Republic of Malta) – wyspiarskie państwo-miasto położone w Europie Południowej, na Morzu Śródziemnym, 81 km na południe od Włoch. Obejmuje cały archipelag Wysp Maltańskich, jednakże większość ludności mieszka na głównej wyspie o tej samej nazwie, w zespole miejskim Valletty – stolicy Malty.
Malta ma historię sięgającą tysięcy lat. Cywilizacja na Malcie zaczęła rozwijać się ponad 7000 lat temu. W jaskini Għar Dalam odnaleziono ceramikę stworzoną przez człowieka z około 5000 r. p.n.e. Pierwsze większe budowle na Malcie – megalityczne świątynie zaczęto budować około 3600 r. p.n.e. Są one najstarszymi stojącymi budowlami w Europie i jednymi z najstarszych na świecie, są starsze niż piramidy w Egipcie. W podobnym okresie powstało Hypogeum Ħal Saflieni. Spuścizną tych budowli jest kilkanaście ruin, z czego siedem zostało wpisane na listę światowego dziedzictwa UNESCO. Przez następne wieki wyspy maltańskie były pod panowaniem m.in. Fenicjan i Kartaginy (800–218 p.n.e.), Starożytnego Rzymu (218 p.n.e.–870 n.e.), Arabów (870–1091), Hrabstwa i Królestwa Sycylii (1091–1530), Zakonu Maltańskiego (1530–1798) oraz Wielkiej Brytanii (1800–1964/1974). Losy wysp maltańskich mają dziś odzwierciedlenie w kulturze, języku i architekturze. Przykładem tego jest Valletta z 320 zabytkami, co czyni ją jednym z najbardziej zagęszczonych obszarów zabytkowych na świecie. Także ona została wpisana na listę światowego dziedzictwa UNESCO.
Współczesna Malta jest krajem rozwiniętym o bardzo wysokim wskaźniku rozwoju społecznego (plasując się między Francją i Włochami), dobrej jakości życia (w rankingu plasuje się pomiędzy Niemcami, Słowenią a Wielką Brytanią) oraz wysokim wskaźniku zadowolenia z życia (14. miejsce na świecie). Jest członkiem Unii Europejskiej oraz kilkunastu organizacji międzynarodowych, w tym ONZ, OBWE, Wspólnoty Narodów i EuroMed. Obowiązującą walutą jest euro. Językami urzędowymi są maltański i angielski. Malta leży w strefie klimatu subtropikalnego typu śródziemnomorskiego, z krótkimi, bardzo łagodnymi zimami, długim okresem z letnimi temperaturami oraz 300 dniami słonecznymi rocznie.

## Geografia

### Położenie
Malta położona jest w środkowej części Morza Śródziemnego, 81 km na południe od włoskiej Sycylii (Cieśnina Maltańska) i 286 km na północny wschód od Tunezji. Jest najdalej na południe wysuniętym państwem Europy. Przy współrzędnych geograficznych: 35°50′N, 14°35′E leży bardziej na południe niż niektóre miasta północnej Afryki, np. stolica Tunezji – Tunis i stolica Algierii – Algier. Poprzez wody terytorialne Morza Śródziemnego od północy graniczy z Włochami.

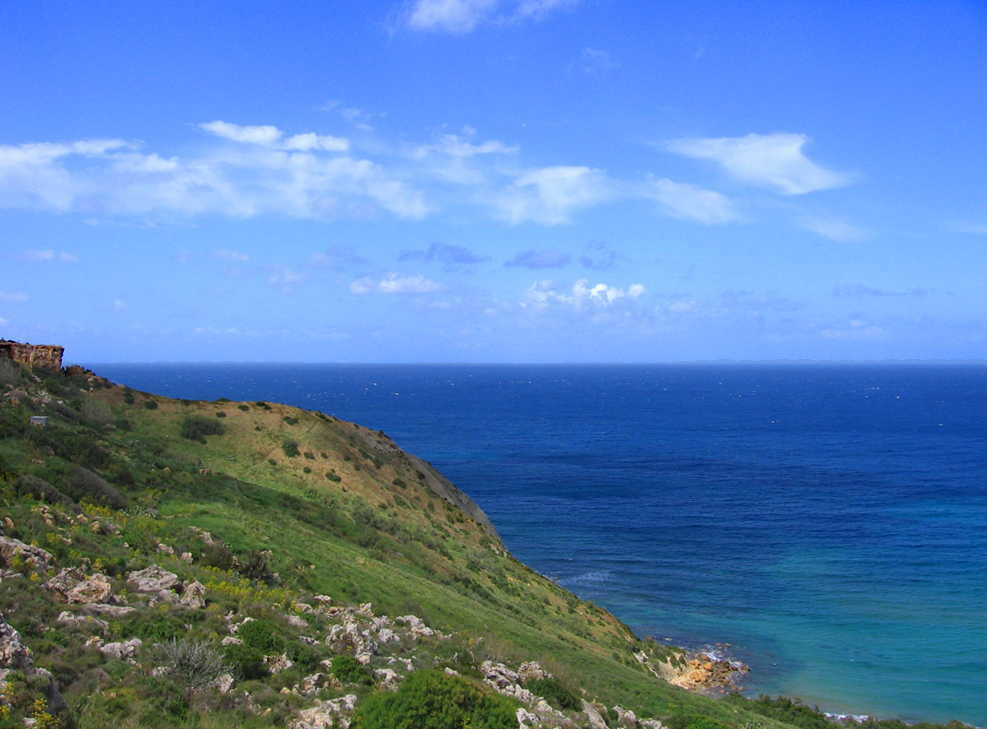
Jeden z przykładów linii brzegowej Malty

### Ukształtowanie powierzchni
Malta jest krajem nizinnym, aczkolwiek w południowo-zachodniej części głównej wyspy i na wyspie Gozo występują wzgórza. Linia brzegowa jest dość urozmaicona, licznie występują tu zatoki i półwyspy. W części północnej i zachodniej głównej wyspy oraz w części wybrzeża wyspy Gozo linia brzegowa łagodnie wchodzi w morze, tutaj też występuje najwięcej plaż. Większość piaszczystych plaż na Malcie oparta jest na wydmach. W południowej części głównej wyspy, w niektórych rejonach Gozo oraz na kilku mniejszych wysepkach archipelagu występują klify. Głównymi pasmami klifów w archipelagu są klify Dingli oraz klify Ta’ Ċenċ. Ich wysokość dochodzi miejscami do 130 m n.p.m. Maltańskie klify są na liście wstępnej światowego dziedzictwa UNESCO. Najwyższym punktem Malty jest Ta’ Dmejrek w pobliżu Dingli o wysokości 253 m n.p.m., natomiast najniższym punktem – Morze Śródziemne (0 m). Długość wybrzeża wynosi około 200 km, z czego 140,8 km na wyspie Malta i 56 km na Gozo. Wody powierzchniowe są ograniczone. Malta nie posiada stałych rzek, za to jako jedyny kraj Europy posiada sieć rzek okresowych płynących w kilku dolinach.

### Archipelag

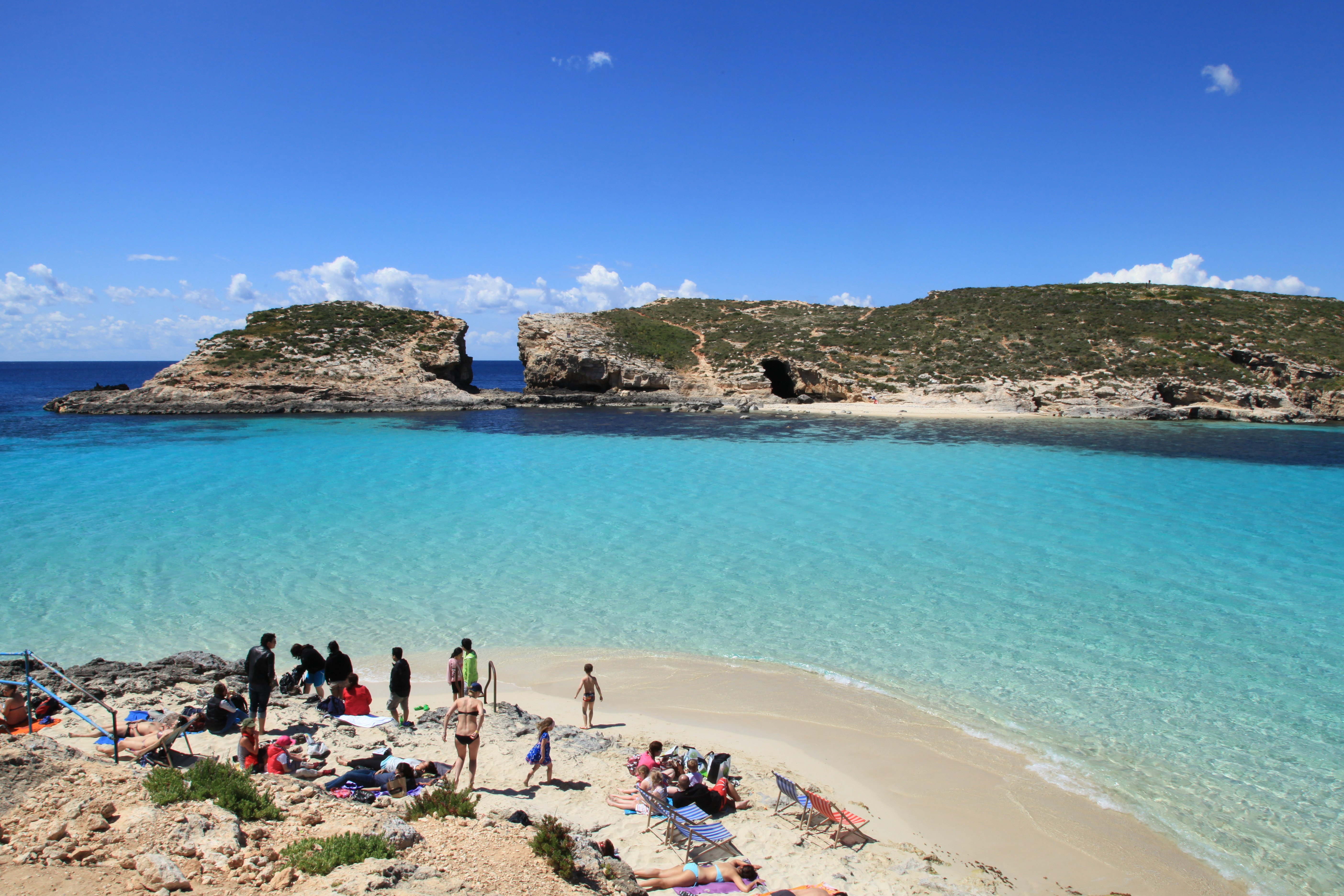
Błękitna Laguna pomiędzy wyspami Comino i Cominotto

Wyspa Malta jest główną wyspą archipelagu Wysp Maltańskich, obejmuje ona prawie 78% powierzchni archipelagu, ponad 93% ludności państwa i generuje 95,8% PKB państwa. Innymi wyspami są: Gozo obejmująca 21% powierzchni archipelagu, prawie 7% ludności i 4,2% PKB i Comino obejmująca 0,9% powierzchni archipelagu – obie są również zamieszkane. Archipelag obejmuje również szereg mniejszych wysp np. Wyspa Manoela, Cominotto i Wyspa Św. Pawła. Znajduje się tu także szereg mikrowysepek np. Filfla, Fungus Rock, Halfa Rock oraz większych skał wystających z morza.

### Geologia
Archipelag maltański, położony między włoską Sycylią a Tunezją, powstał dzięki wypiętrzeniu skały osadowej. Prawie w całości składa się ze skał osadowych – głównie wapieni koralowych, powstałych w okresie oligo-miocenu. Malta tworzy czubek obróconego uskoku na skraju rowu maltańskiego. W identycznym procesie na południowo-zachodniej stronie rowu powstała włoska wyspa Lampedusa. Archipelag maltański łączy z Sycylią podwodny płaskowyż o głębokości mniejszej niż 100 metrów. Podczas różnych regresji morskich na Morzu Śródziemnym Malta była połączona z Sycylią przesmykiem, przez który mogły się przemieszczać zwierzęta.

### Urbanizacja
Większość mieszkańców Malty mieszka w zespole miejskim Valletty. Bezpośrednio wokół Valletty znajduje się rdzeń zespołu miejskiego. Obszary położone dalej mają powiązania metropolitalne z głównym ścisłym centrum. Południowo-zachodnia część głównej wyspy oraz wyspa Gozo są stosunkowo mało zurbanizowane. Pozostała część wysepek ma charakter dziewiczy. Zgodnie z danymi Europejskiego Urzędu Statystycznego Eurostat, wielkie miasto (ang. greater city) Valletta ma 243 083 mieszkańców. Zgodnie z danymi Demographia, w ścisłym obszarze miejskim Valletty mieszka 300 000 mieszkańców na obszarze zaledwie 91 km², przy gęstości zaludnienia wynoszącej 3300 osób/km². Zgodnie z danymi Europejskiej Sieci Obserwacyjnej Rozwoju Terytorialnego i Spójności Terytorialnej, funkcjonalny zespół miejski (ang. Functional Urban Area, FUA) miał w 2007 roku 355 000 mieszkańców. Zgodnie z najnowszymi danymi Europejskiego Urzędu Statystycznego Eurostat, funkcjonalny zespół miejski (ang. Functional Urban Area) oraz region metropolitalny miały 480 134 mieszkańców w 2020 roku na powierzchni 246 km², przy gęstości zaludnienia wynoszącej 1951 osób/km². Zgodnie z danymi ONZ, Malta jest najbardziej zurbanizowanym państwem w Europie, około 95% ludności mieszka w obszarze miejskim. Ponadto na podstawie wyników badań ESPON i Komisji Unii Europejskiej, całe terytorium Malty stanowi jeden obszar miejski.
Od czasu do czasu w mediach, książkach, publikacjach i dokumentach urzędowych na Malcie, jak również w niektórych instytucjach międzynarodowych, Malta jest określana jako państwo-miasto (ang. city state). Wiele instytucji, obiektów czy atrakcji turystycznych na Malcie ma w nazwie słowo „maltański” np. (Uniwersytet Maltański, Międzynarodowy Port Lotniczy Malta itd.) zamiast nazwy miejscowości jak to ma miejsce w innych państwach. Malta jest również notowana w rankingach dotyczących miast czy obszarów metropolitalnych.
Malta, z powierzchnią 316 km² i liczbą ludności na poziomie 0,5 miliona, jest jednym z najgęściej zaludnionych państw na świecie, ustępując tylko kilku innym państwom-miastom jak Watykan, Monako czy Singapur.

### Klimat
Malta znajduje się w strefie klimatu subtropikalnego typu śródziemnomorskiego, z bardzo łagodnymi zimami i długimi ciepłymi, częściowo gorącymi latami. Średnia roczna temperatura wynosi 23 °C w dzień i 16 °C w nocy. Według rankingu International Living, Malta jest państwem z najlepszym klimatem na świecie. Stolica Malty, Valletta, jest najbardziej słoneczną miejscowością w Europie.

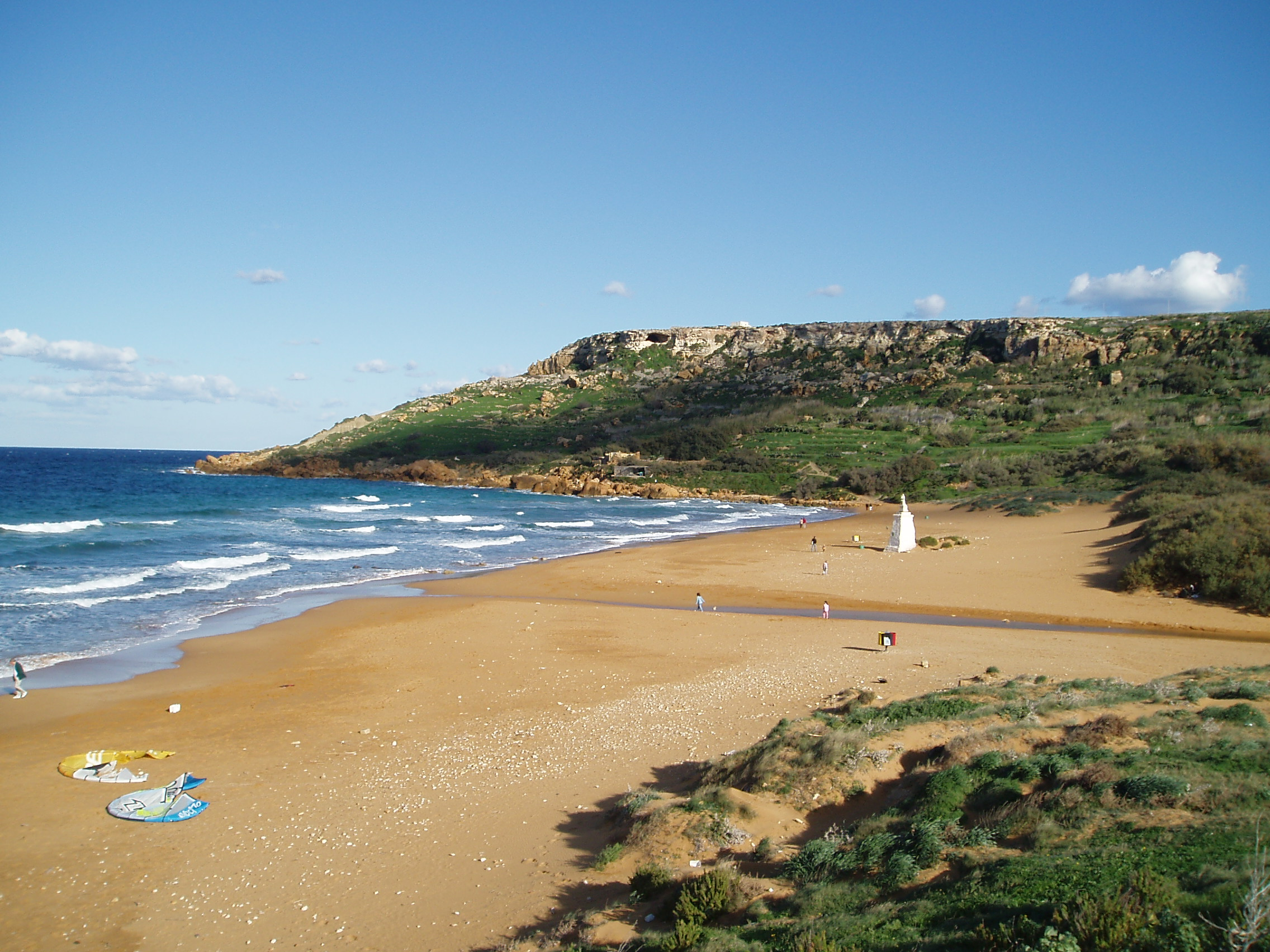
Jedna z maltańskich plaż w styczniu. Zimy na Malcie są łagodne, ze średnią temperaturą wynoszącą 16 °C w ciągu dnia w dwóch najchłodniejszych miesiącach roku.

Średnia temperatura dwóch najchłodniejszych miesięcy – stycznia i lutego – wynosi 16 °C w dzień i 10 °C w nocy. W tych miesiącach temperatury wynoszą zwykle od 13 do 20 °C w ciągu dnia, od 7 do 13 °C w nocy, a średnia temperatura morza wynosi 15–16 °C. Opady śniegu, jak i mróz nie występują. W 7–8 miesięcznym okresie od połowy kwietnia do końca listopada, średnie temperatury w dzień bardzo rzadko są niższe niż 20 °C. W najcieplejszym miesiącu roku – sierpniu, temperatury wynoszą zwykle od 28 do 34 °C w ciągu dnia, około 23 °C w nocy, a średnia temperatura morza wynosi 26 °C. Na Malcie temperatury są stabilne i występują tu niewielkie wahania temperatury pomiędzy kolejnymi dniami – średnio do 2 °C różnicy, rzadko więcej.
Malta ma tylko kilkadziesiąt dni deszczowych rocznie, od około 1 dnia deszczowego w okresie od czerwca do sierpnia do czasami kilkunastu dni deszczowych w grudniu. Występuje tu ponad 3000 godzin słonecznej pogody rocznie, od ponad 160 h (średnio 5,2 godziny dziennie) w grudniu do ponad 377 h (średnio 12,2 godziny czystego słońca na dobę) w lipcu. Prawdopodobieństwo bezchmurnej słonecznej pogody na Malcie wynosi 71% w skali roku. Na Malcie występuje około 300 dni słonecznych rocznie. Malta jest jednym z niewielu miejsc w Europie, gdzie zielono jest przez cały rok.
| Miesiąc                                             | Sty  | Lut  | Mar  | Kwi  | Maj  | Cze  | Lip  | Sie  | Wrz  | Paź  | Lis  | Gru  | Roczna |
| --------------------------------------------------- | ---- | ---- | ---- | ---- | ---- | ---- | ---- | ---- | ---- | ---- | ---- | ---- | ------ |
| Średnie temperatury w dzień [°C]                    | 16,1 | 16,0 | 17,8 | 20,0 | 24,2 | 28,5 | 31,5 | 31,8 | 28,4 | 25,2 | 21,0 | 17,5 | 23,2   |
| Średnie dobowe temperatury [°C]                     | 13,2 | 13,0 | 14,6 | 16,7 | 20,4 | 24,4 | 27,2 | 27,7 | 25,0 | 21,9 | 18,0 | 14,7 | 19,7   |
| Średnie temperatury w nocy [°C]                     | 10,3 | 9,9  | 11,3 | 13,3 | 16,6 | 20,3 | 22,8 | 23,6 | 21,6 | 18,6 | 15,0 | 11,9 | 16,3   |
| Opady [mm]                                          | 94,7 | 63,4 | 37,0 | 26,3 | 9,2  | 5,4  | 0,2  | 6,0  | 67,4 | 77,2 | 109  | 108  | 603    |
| Średnia liczba dni z opadami                        | 15   | 12   | 9    | 6    | 3    | 1    | 0    | 1    | 5    | 9    | 13   | 16   | 90     |
| Średnie usłonecznienie [h]                          | 169  | 178  | 227  | 254  | 310  | 337  | 377  | 352  | 270  | 224  | 198  | 161  | 3054   |
| Źródło: maltaweather.com (Meteo Malta & MaltaMedia) |      |      |      |      |      |      |      |      |      |      |      |      |        |

## Historia
Początki cywilizacji na Malcie sięgają aż 5200 lat p.n.e., gdy trafili tu z Sycylii pierwsi osadnicy. Około 3500 lat p.n.e. w miejscowości Ġgantija na wyspie Gozo została wzniesiona świątynia. Inne świątynie, dolmeny i grobowce powstały później także w innych miejscach archipelagu.
Malta, która jest dogodnym miejscem do kontrolowania centralnego i wschodniego basenu Morza Śródziemnego, na przestrzeni dziejów często przechodziła z rąk do rąk. Około 800 p.n.e. założyli tu swoje osiedla Fenicjanie, a 300 lat później wyspę podbili Kartagińczycy.
W 257 p.n.e. miał miejsce pierwszy atak Rzymian i w 218 p.n.e. Malta przeszła pod władanie Imperium Rzymskiego. W roku 60 n.e. na mieliźnie u brzegów wyspy rozbił się statek przewożący do Rzymu, jako więźnia, św. Pawła, który nawrócił Maltę na chrześcijaństwo. Po podziale Cesarstwa Rzymskiego w 395 roku, wyspa znalazła się w granicach Cesarstwa Zachodniorzymskiego. W latach 454–464 terytorium posiadali Wandalowie, a od 464 Ostrogoci. W 533 roku włączona do Cesarstwa Wschodniorzymskiego, w ramach rekonkwisty Justyniana I.
W 870 została zdobyta przez Arabów.
W 1090 zdobyta przez Normanów i przyłączona do księstwa sycylijskiego, a następnie Królestwa Sycylii.

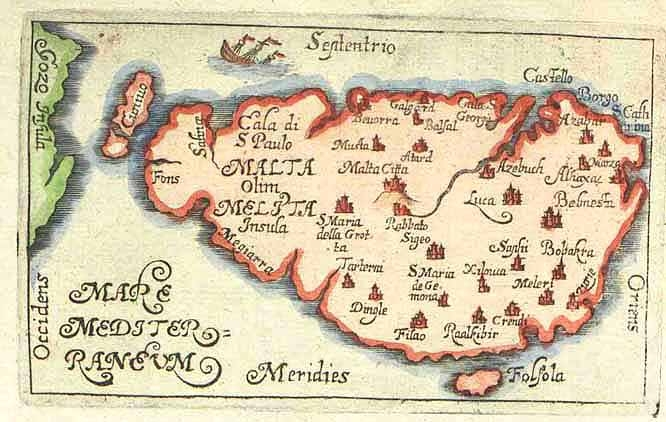
Mapa Malty z 1650 roku

W 1530 cesarz Karol V Habsburg przekazał wyspę jako lenno wydalonemu z Rodos zakonowi joannitów (Kawalerów Maltańskich) za opłatą roczną w wysokości jednego sokoła maltańskiego. 18 maja 1565 rozpoczął się atak liczącej około 40 tys. żołnierzy armii Imperium Osmańskiego. Obrońcom, w skład których wchodziło kilkuset rycerzy zakonnych, 2 tys. żołnierzy hiszpańskich i około 6 tys. ludności cywilnej, udało się ten atak całkowicie odeprzeć prawie cztery miesiące później, 8 września (Wielkie Oblężenie Malty). W celu lepszej obrony Wielki Mistrz Jean de la Valette rozpoczął w 1566 budowę nowego miasta na półwyspie Sciberras, nazwanego od jego nazwiska Valletta. Miasto to stało się później stolicą Malty.
W 1798 zdążająca do Egiptu flota francuska zaatakowała i zdobyła wyspę. Napoleon Bonaparte nakazał rycerzom zakonu w ciągu kilku dni opuścić Maltę. Po kilku miesiącach niezadowoleni z rządów francuskich mieszkańcy wyspy wzniecili powstanie i wspomagani przez Króla Sycylii i Brytyjczyków w 1800 zmusili wojska francuskie do poddania się.
Malta w latach 1800–1813 była pod protektoratem Wielkiej Brytanii. Trwający od 1814 do 1815 kongres wiedeński ustanowił Maltę kolonią brytyjską. Wyspa stała się brytyjskim „niezatapialnym lotniskowcem” i bazą okrętów podwodnych w czasie II wojny światowej, stwarzając poważne zagrożenie dla dostaw zaopatrzenia dla wojsk Osi w Afryce Północnej. Malta również wymagała dostaw. Wojska Osi „oblegały” wyspę, niszcząc konwoje z zaopatrzeniem płynące na Maltę, intensywnie ją bombardując oraz zastawiając minami. Spowodowało to czasową utratę przez aliantów możliwości podejmowania działań zaczepnych z Malty. Niemcy zrezygnowali jednak z planowanej inwazji koncentrując wysiłki na zdobyciu Egiptu. Po oblężeniu w latach 1940–1942, w uznaniu zasług i męstwa obrońców Malty, wyspa w 1942 została odznaczona najwyższym cywilnym odznaczeniem brytyjskim – Krzyżem Jerzego. Jego wizerunek znajduje się na obecnej fladze Malty, co jest opisane w punkcie 1. I rozdziału maltańskiej konstytucji.

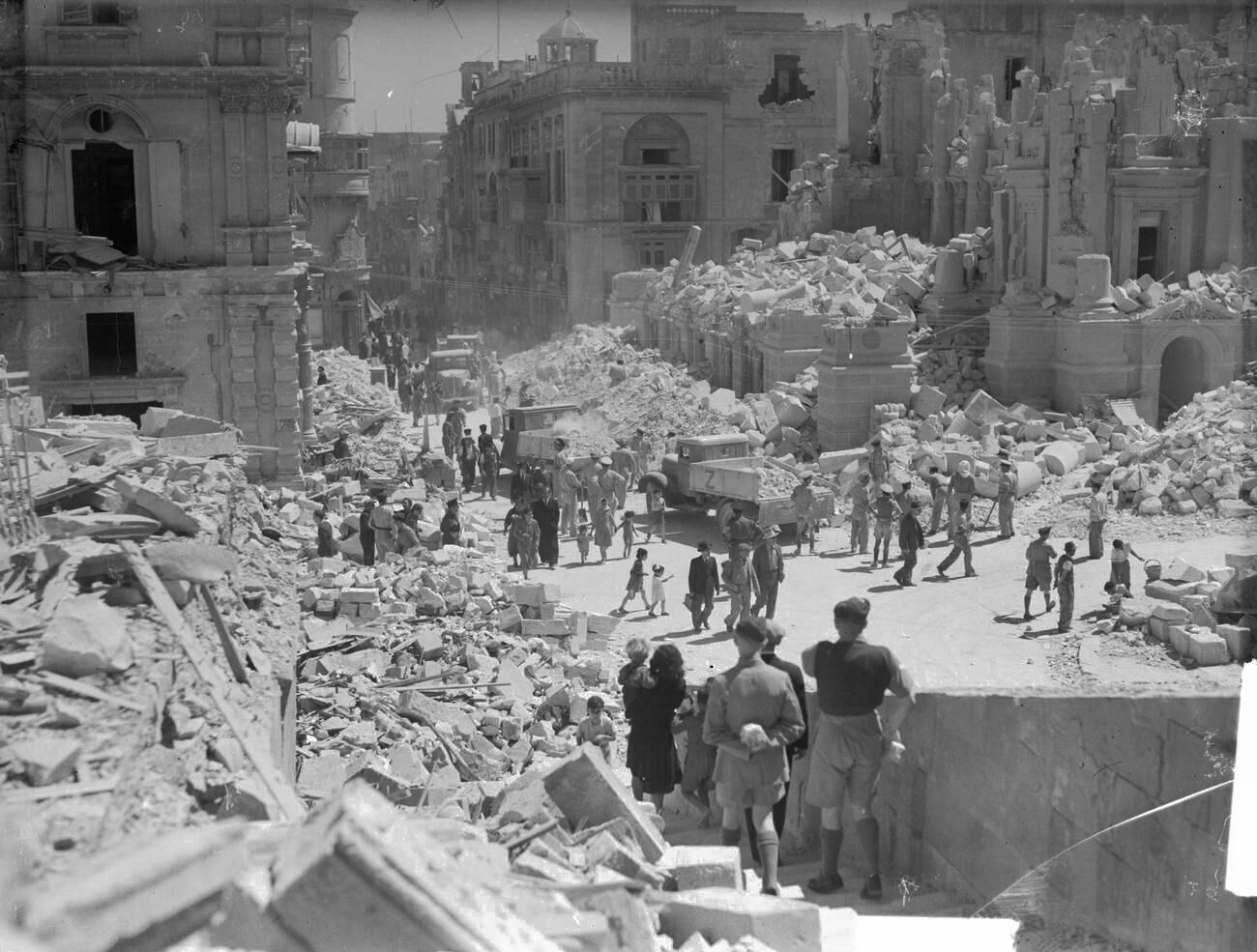
Zniszczenia Valletty po bombardowaniu podczas oblężenia Malty 1940–1942

W 1947 Malta uzyskała autonomię wewnętrzną, a w 1963 proklamowane zostało powstanie państwa maltańskiego. Rok później Malta uzyskała częściową niepodległość jako State of Malta (pol. Państwo Maltańskie) w ramach królewskiej wspólnoty Commonwealth realm, wciąż głową Malty była brytyjska królowa Elżbieta II. Podpisany został też układ obronny z Wielką Brytanią, który zezwalał na utrzymanie na Malcie brytyjskich baz wojskowych. W 1967 układ ten został zerwany i dopiero po czterech latach udało się wynegocjować prowizoryczne porozumienie.
W pierwszych miesiącach 1971, gdy Wielka Brytania zaprzestała płacenia za utrzymanie baz Royal Navy, rząd Malty był finansowany przez Libię. Okres ten przypadł na rządy Doma Mintoffa, którego długoletnie rządy jako premiera są godne uwagi ze względu na wzrost poziomu życia oraz ustanowienie państwa opiekuńczego. 13 grudnia 1974 proklamowana została Republika Malty (Repubblika ta’ Malta). Na początku lat 80. doszło do nacjonalizacji banków, telekomunikacji i transportu oraz uwłaszczenia własności kościelnej. Pod koniec lat 80. doszło do znacznej liberalizacji gospodarki kraju.
1 maja 2004 Malta przystąpiła do Unii Europejskiej. 1 stycznia 2008 przyjęła euro.
Od 1 stycznia do 31 lipca 2017 roku, Malta przewodniczyła Radzie Unii Europejskiej.

## Ustrój polityczny

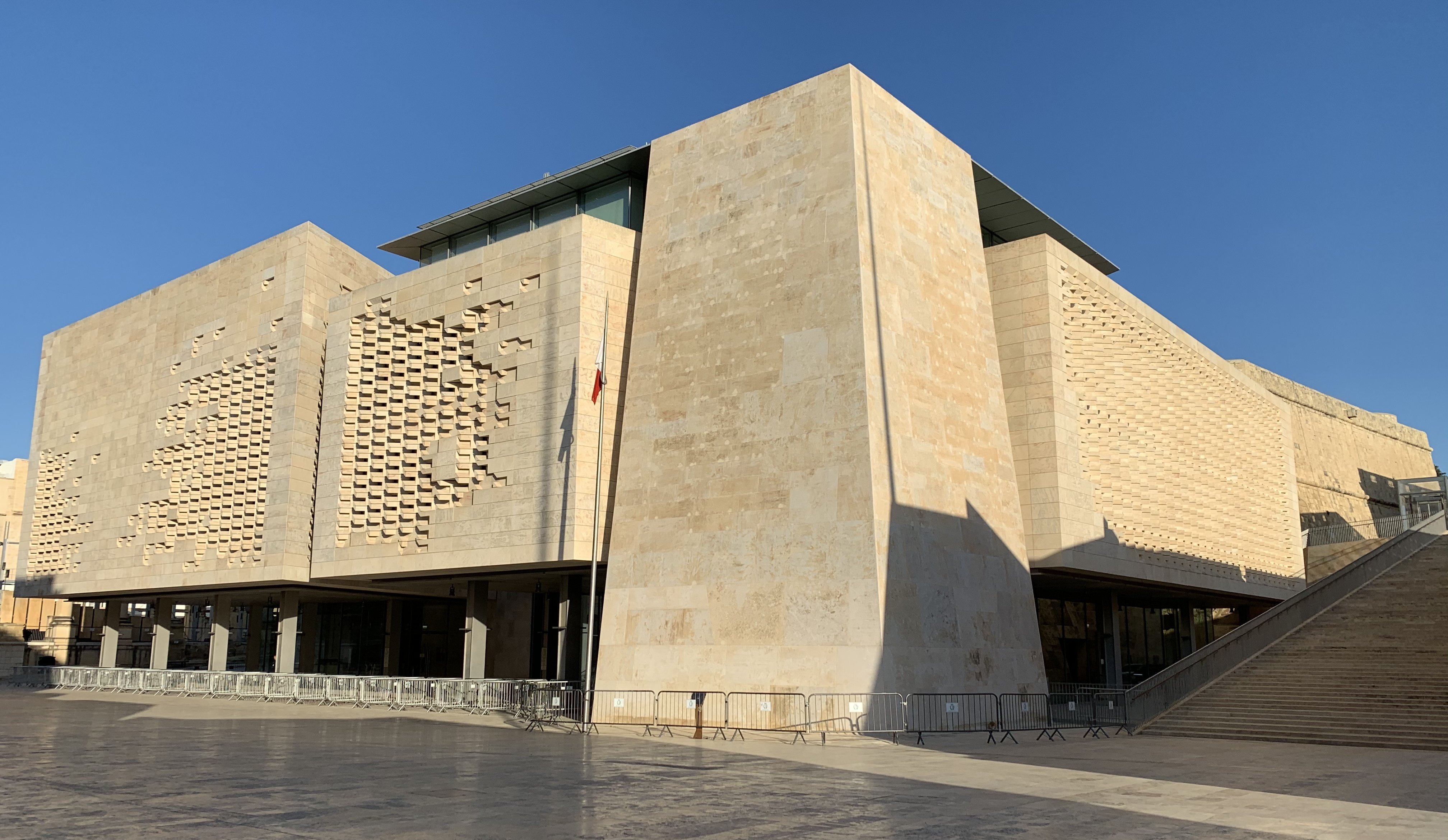
Parliament House w Valletcie

Malta jest republiką parlamentarną. Na czele państwa stoi prezydent, który jest wybierany przez parlament na pięcioletnią kadencję. Władzę ustawodawczą sprawuje jednoizbowy parlament noszący nazwę Izby Reprezentantów złożonych z 69 deputowanych. 65 deputowanych jest wybieranych w 13 pięciomandatowych okręgach, czterech deputowanych zostało zadeklarowanych przez komisarzy wyborczych jako posłów zgodnie z zastrzeżeniem art. 52 Konstytucji Malty. Kadencja trwa 5 lat. Władzę wykonawczą sprawują rząd oraz prezydent.
Po wyborach, które odbyły się w 2017 roku, w parlamencie zasiadają dwie partie:
- Partia Pracy (Labour Party, Partit Laburista, PL) – 37 mandatów
- Partia Narodowa (Nationalist Party, Partit Nazzjonalista, PN) w koalicji z Partią Demokratyczną (Democratic Party, Partit Demokratiku, PD) – 30 mandatów.

Partie te dzielą między siebie mandaty w parlamencie nieprzerwanie od 1971.
Oprócz nich istnieją też inne partie, m.in.:
- Imperium Europa(inne języki) (Imperu Ewropew)
- Volt Malta
- Alternatywa Demokratyczna (Democratic Alternative, Alternattiva Demokratika, AD).

## Podział administracyjny
Malta jest państwem jednolitym, bez struktury federalnej. Zgodnie z Konstytucją, jedynym elementem samorządu poniżej poziomu samej republiki jest system rad lokalnych nazywanych local councils. W 1993 roku ustanowiono obecnie funkcjonujący oficjalny podział administracyjny Malty obejmujący 68 samorządów. Powstały w 1994 roku Local Councils Association (LCA, pol. Stowarzyszenie Rad Lokalnych) jest stowarzyszeniem reprezentującym wszystkie komitety lokalne z myślą o ochronie i promowaniu wspólnych interesów. Utworzono także pięć regionów pomocniczych dla celów statystycznych. Według europejskiej Klasyfikacji Jednostek Terytorialnych do Celów Statystycznych NUTS, państwo Malta na poziomie NUTS 1 i NUTS 2 nie ma podziału (obejmuje całą Maltę jako jeden element), natomiast na poziomie NUTS 3 dzieli się na dwie części: na główną wyspę Maltę oraz wyspy Gozo i Comino.

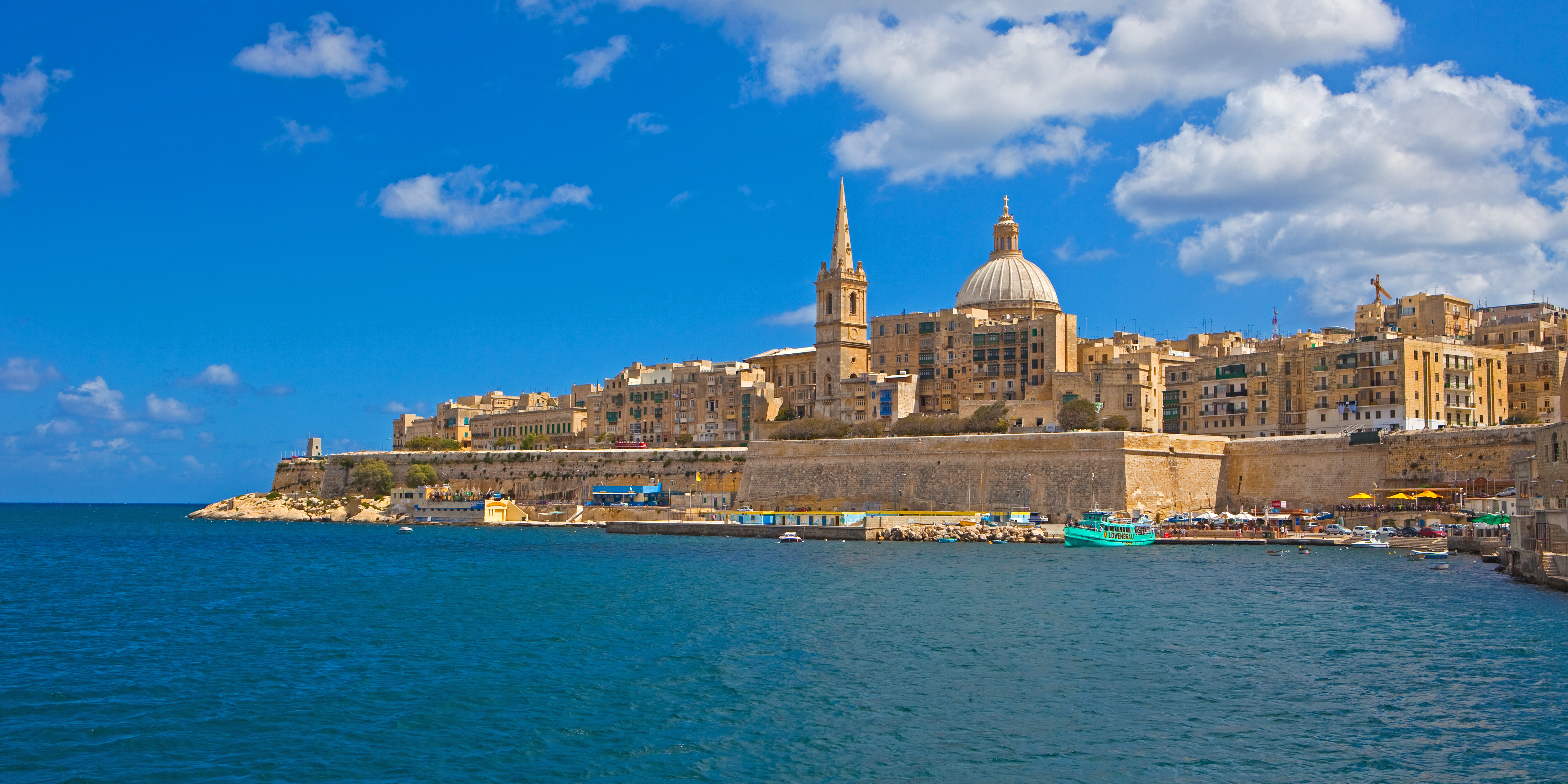
Valletta, stolica Malty
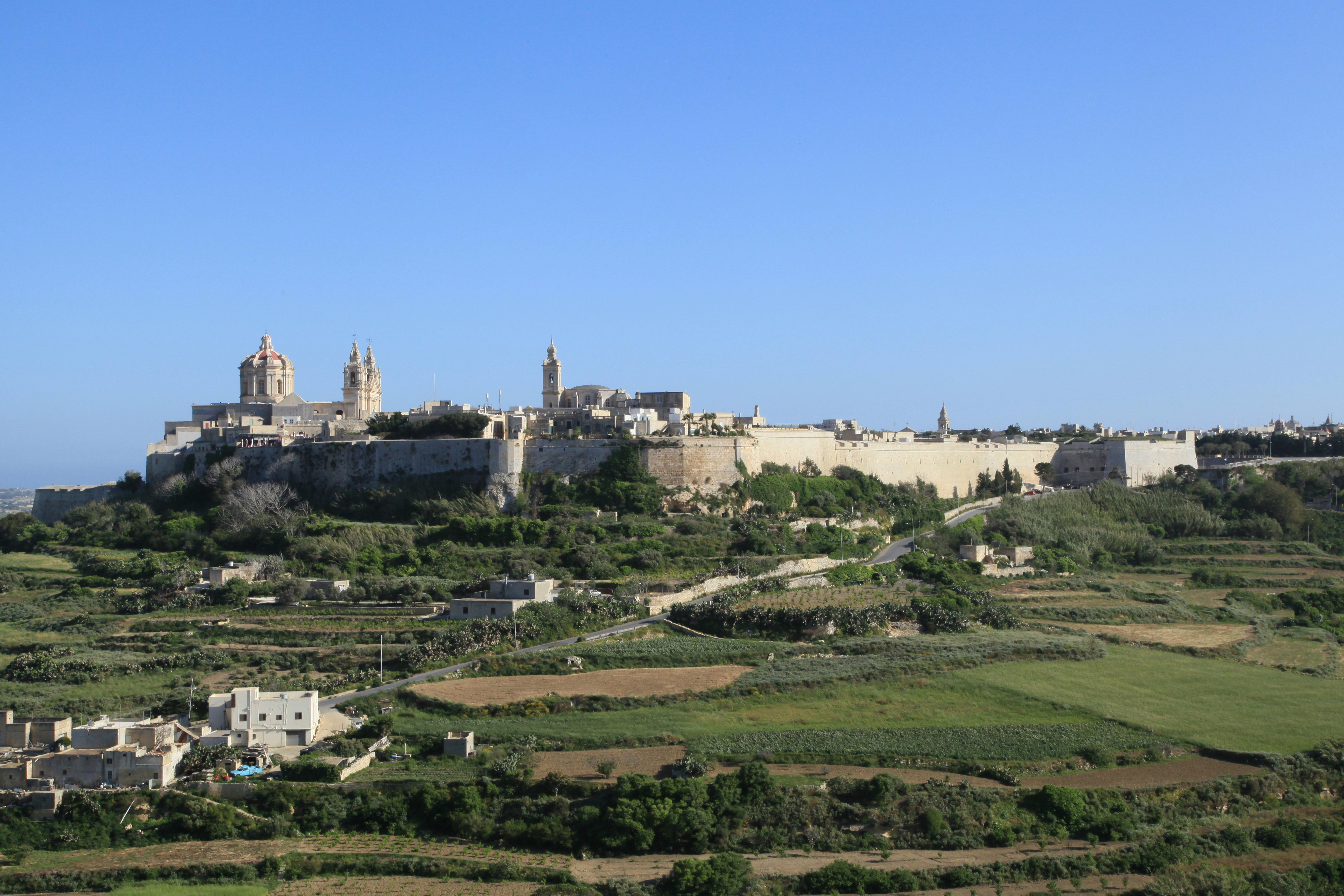
Mdina (Silent City) – dawna stolica Malty
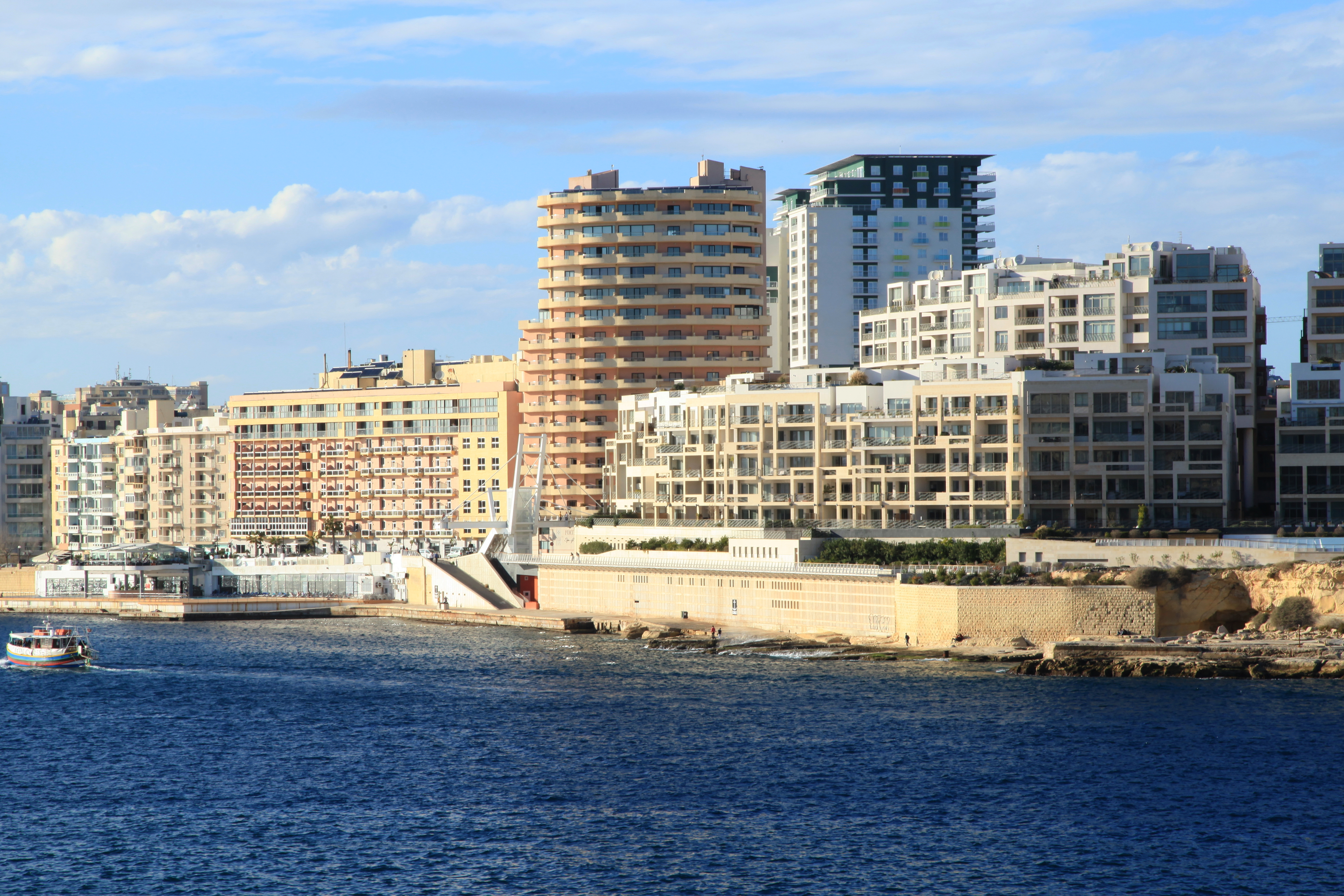
Sliema
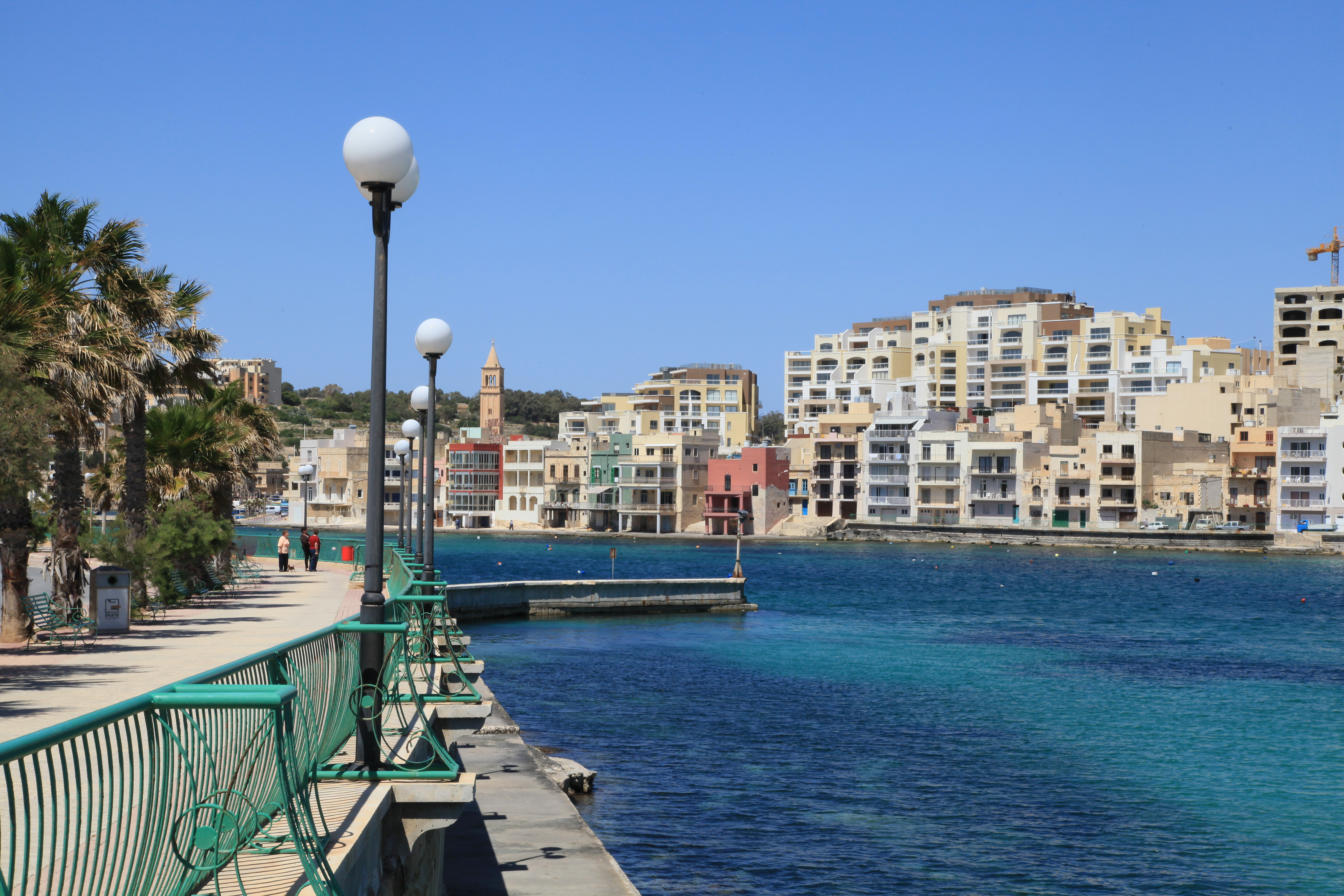
Wied il-Għajn
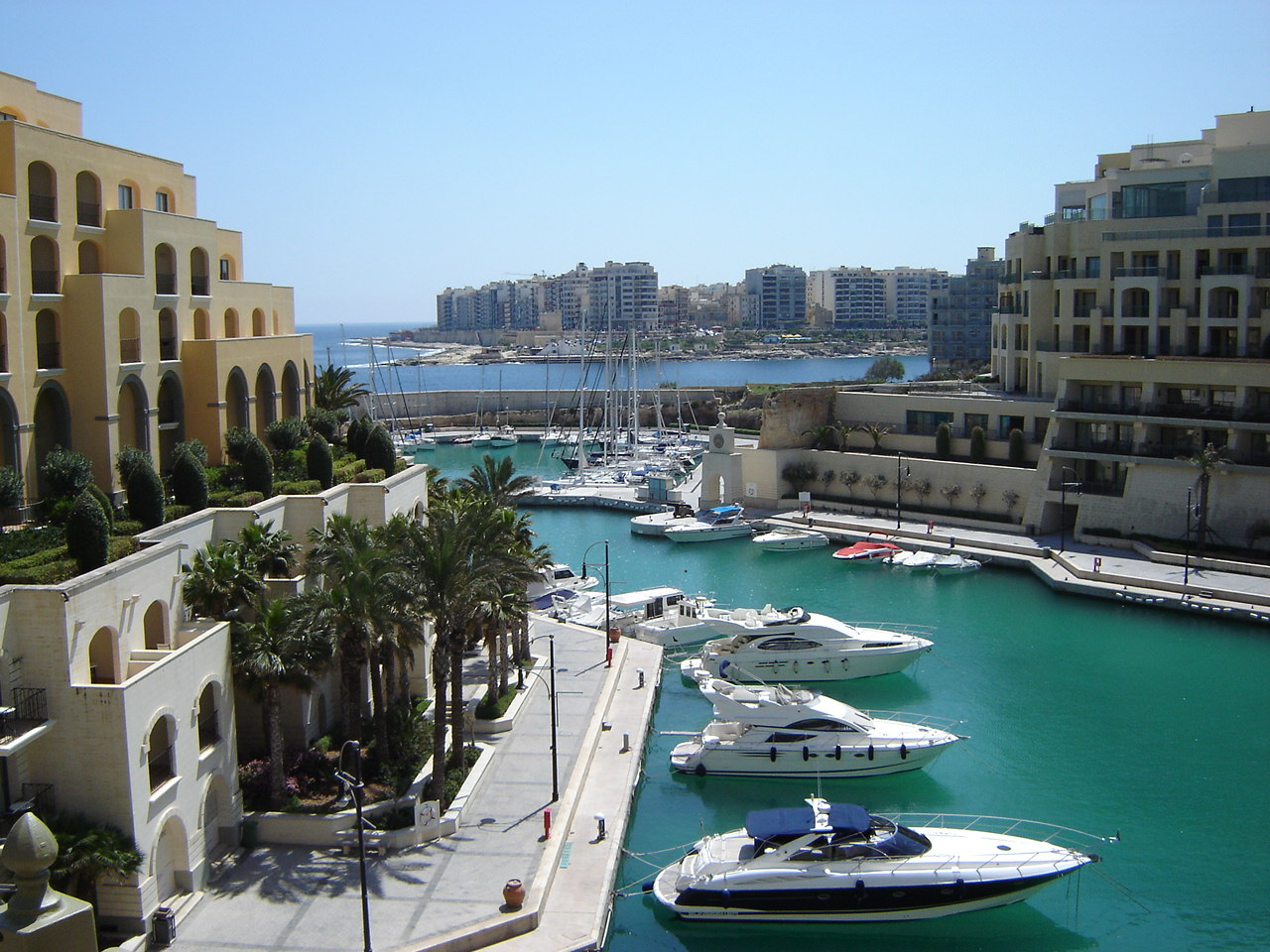
St. Julian’s
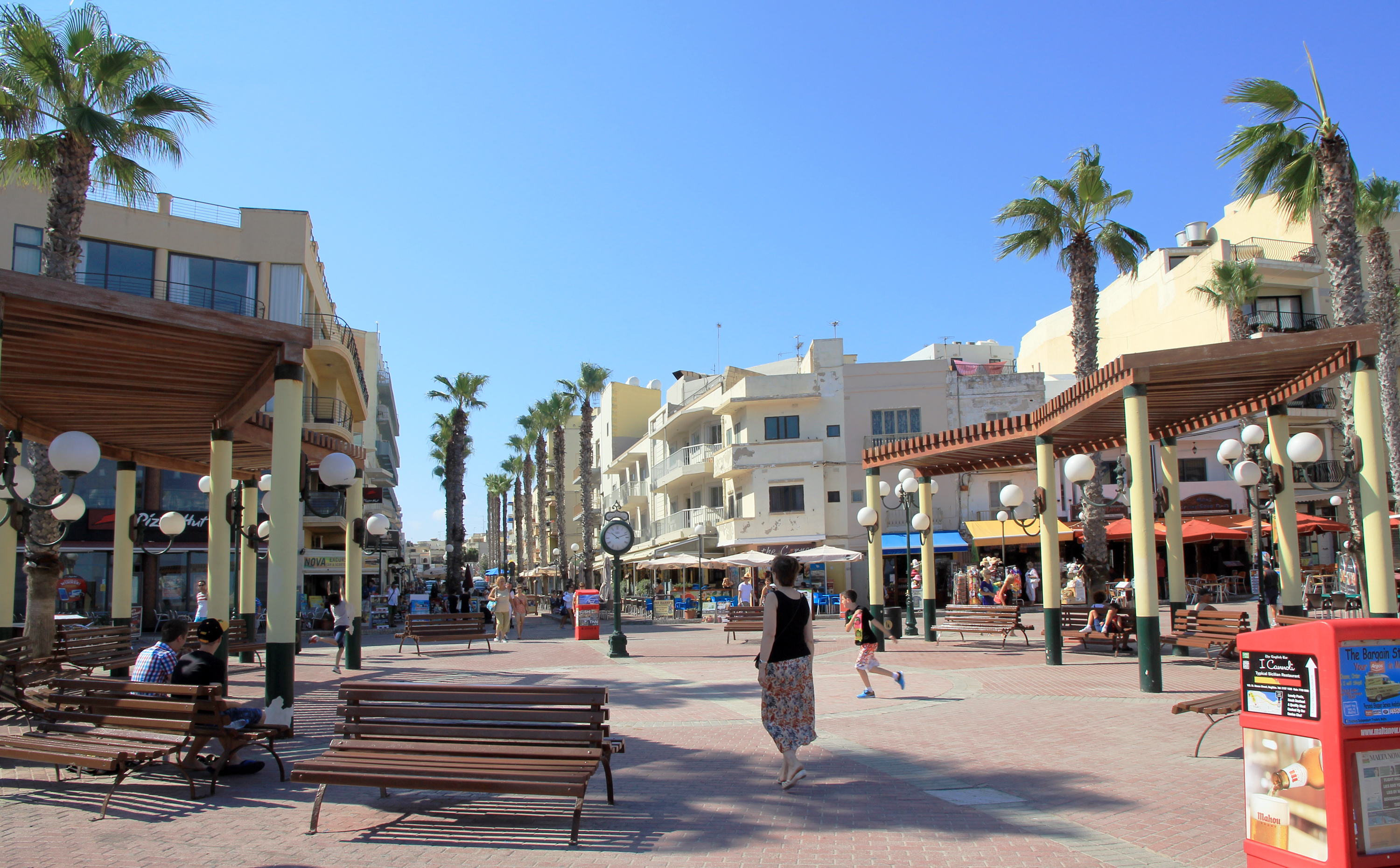
Buġibba, Saint Paul’s Bay
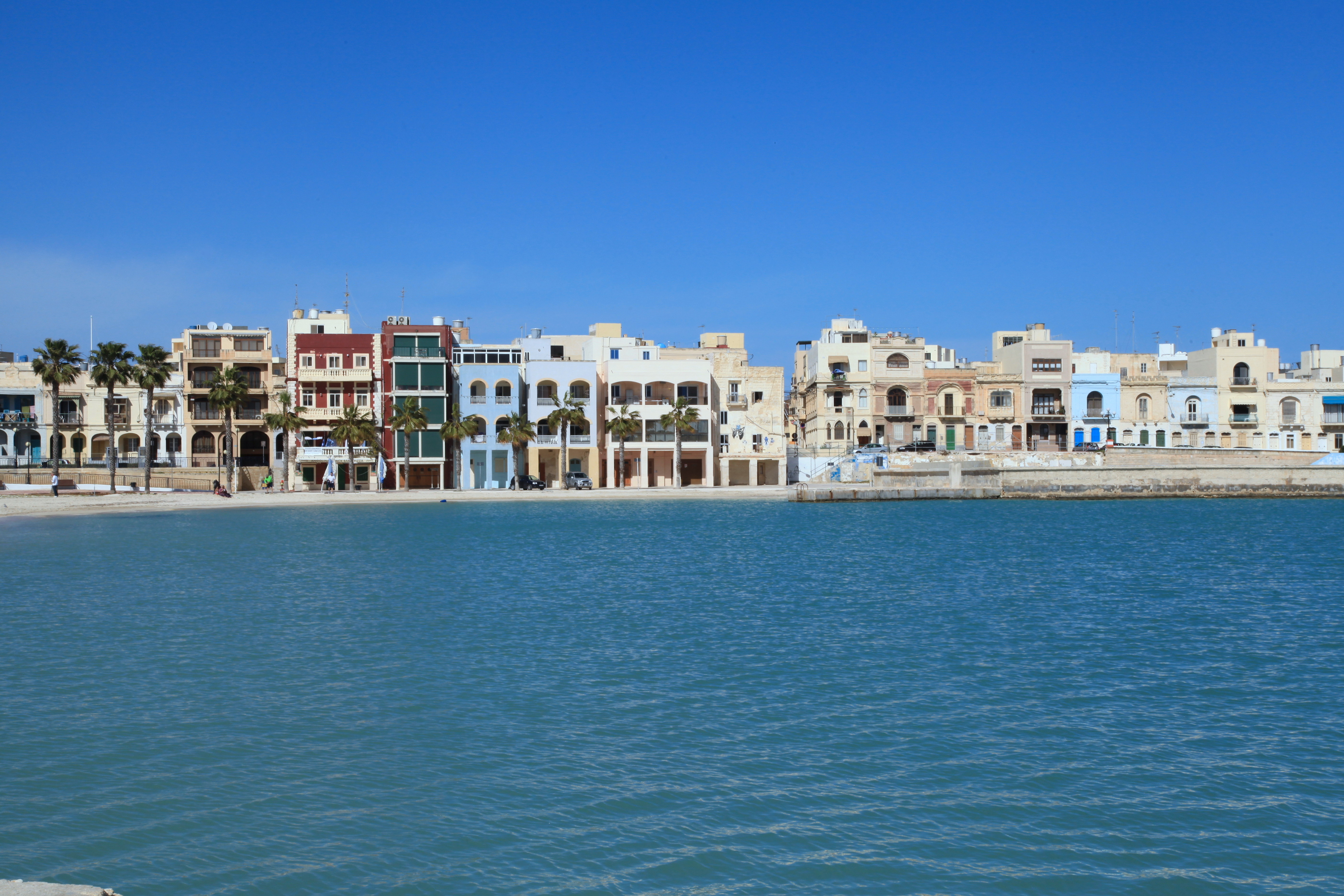
Birżebbuġa
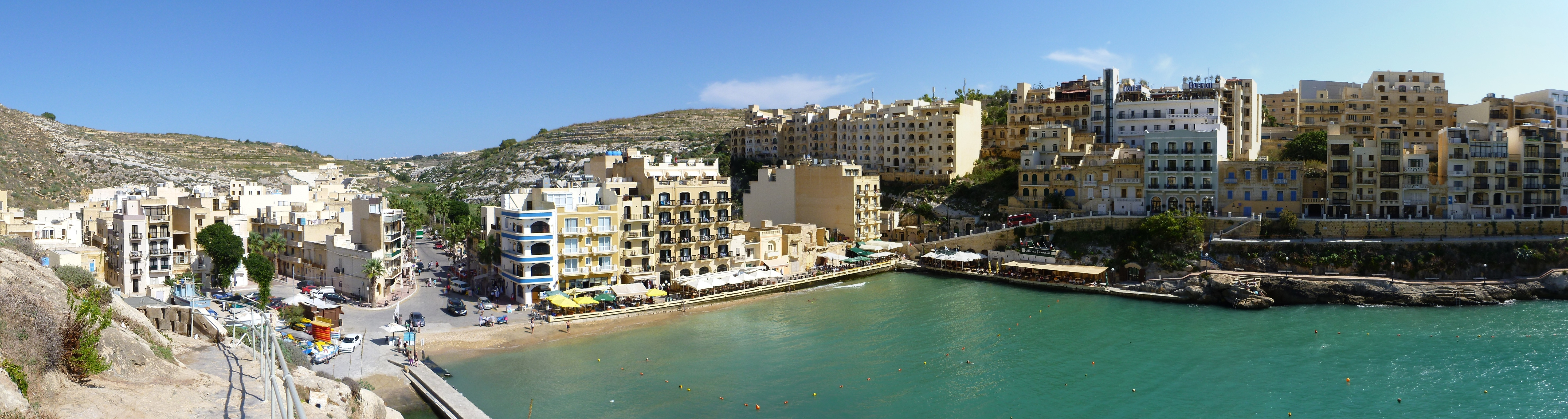
Xlendi, Munxar na wyspie Gozo

## Demografia

### Dane statystyczne
| Statystyki demograficzne (2021) | Statystyki demograficzne (2021)     |
| Liczba ludności                 | 519 562                             |
| Ludność według wieku            | Ludność według wieku                |
| ------------------------------- | ----------------------------------- |
| 0 – 19 lat                      | 17,31%                              |
| 20 – 39 lat                     | 31,91%                              |
| 40 – 59 lat                     | 18,12%                              |
| 60 – 79 lat                     | 20,68%                              |
| 80 lat lub więcej               | 4,12%                               |
| Płeć:                           | Mężczyźni: 270,021 Kobiety: 249,541 |
| Przyrost naturalny (2010–2013)  | 0,5%                                |
| Współczynnik urodzeń            | 9,7 urodzeń/1000 mieszkańców        |
| Współczynnik zgonów             | 7,2 zgonów/1000 mieszkańców         |
| Rozrodczość                     | 1,4 urodzeń/kobietę                 |
| Średnia długość życia           |                                     |
| W całej populacji               | 80,5 lat                            |
| Mężczyzn                        | 78,4 lat                            |
| Kobiet                          | 82,6 lat                            |

W ciągu prawie 200 lat liczba ludności na Malcie zwiększyła się czterokrotnie, w ciągu ostatnich 100 lat liczba ludności na Malcie się podwoiła. W 1842 roku Maltę zamieszkiwało 114 499 osób, w 1911 roku – 211 564 osoby, w 1957 roku – 319 620 osób natomiast w 2011 roku Maltę zamieszkiwało 416 055 osób. W samych tylko latach 2012–2017, liczba ludności wzrosła o 51 891 osób, czyli o 12%. W 2018 roku Eurostat podał, że tempo wzrostu populacji Malty było 15 razy wyższe niż średnia Unii Europejskiej. Około 2020 roku, populacja Malty przekroczyła 500 000.
Maltańczycy stanowią 77,78% społeczeństwa (404 113 osób), obcokrajowcy stanowią 22,22% (115 449 osób, 1/5 populacji) i ta liczba cały czas wzrasta, de facto Malta stała się państwem kosmopolitycznym. Populacja Malty gwałtownie wzrosła w porównaniu z 2010 rokiem, kiedy obcokrajowcy liczyli zaledwie 19 tysięcy osób. Ponad 80 000 pełnoletnich obcokrajowców (ok. 16% populacji Malty) to obywatele Unii Europejskiej (nie były liczone osoby poniżej 16 roku życia i osoby, które nie zarejestrowały się jako rezydenci). Największymi grupami obcokrajowców na Malcie są: Włosi (13 838 osób, 2,66% populacji) oraz Brytyjczycy (10 614 osób, 2,04% populacji). Osoby z innych krajów Europy stanowią łącznie 12,96% populacji, natomiast osoby z innych kontynentów stanowią łącznie 9,26%.

### Wyznania religijne
Zgodnie z danymi z 2019 roku, około 90% Maltańczyków to chrześcijanie (97% w 2010 roku), z czego katolicy stanowią 83% populacji (spadek, z 95,8%). Według raportu z 2005 roku w niedzielnych mszach uczestniczyło około 52,6% mieszkańców Malty, natomiast według danych arcybiskupa archidiecezji maltańskiej w 2015 roku w niedzielnej mszy uczestniczy 40% mieszkańców. Metropolia maltańska to metropolia obrządku łacińskiego obejmująca swoim zasięgiem Maltę. Podzielona jest na archidiecezję maltańską i diecezję Gozo. Według raportu Archidiecezji Malty z 1995 roku na Malcie i Gozo istniało 359 kościołów i 78 parafii. Obecnie liczba parafii wynosi 86 (71 na Malcie i 15 na Gozo).
Pozostałe grupy wyznaniowe to inne odłamy chrześcijaństwa jak np. protestantyzm (2%, wzrost z 1,1% w 2010 roku), prawosławie (2%), inne odłamy chrześcijaństwa (3%), w tym Świadkowie Jehowy (0,15%). Mniejsze grupy imigrantów wyznające islam stanowią 2%, społeczność żydowska oscyluje na poziomie <0,1%. Wzrost nastąpił wśród ateistów i osób niereligijnych, z 2,5% w 2010 roku i 4% w 2019 roku do 5,14% w 2021 roku.

## Gospodarka
Jednymi z najważniejszych gałęzi gospodarki w połowie XX wieku były produkcja tekstyliów oraz przemysł stoczniowy. Do lat 60. XX wieku jednym z filarów maltańskiej gospodarki była stała obecność baz Royal Navy na wyspie, jednak brytyjska armia i marynarka wojenna zaczęły opuszczać kolejne bazy wojskowe. Po uzyskaniu przez kraj niepodległości w 1964 roku i w miarę postępowania globalizacji, produkcja stoczniowa i przemysł lekki stały się nieopłacalne. Od lat 70. XX wieku kolejne rządy wykorzystują dobrą znajomość języka angielskiego wśród obywateli i wysokie kwalifikacje lokalnej siły roboczej do przeorientowania gospodarki w stronę bardziej zyskownych przedsięwzięć, przede wszystkim w branży turystycznej i produkcji półprzewodników. Początkowo rząd maltański silnie stymulował gospodarkę za pomocą inwestycji bezpośrednich, interwencjonizmu państwowego oraz finansowania dużych przedsiębiorstw należących do skarbu państwa. W końcu lat 90. nastąpiła prywatyzacja wielu państwowych firm i od tego czasu Malta przeszła w całości na model gospodarki rynkowej. Finałem zmian prawnych i organizacyjnych było wstąpienie Malty do Unii Europejskiej w 2004 roku.
Obecnie głównymi gałęziami gospodarki są handel zagraniczny, produkcja (głównie elektroniki), usługi finansowe i turystyka. Średnie dochody w zależności od źródła wynosiły rocznie: 21 446 euro (2010) lub 20 196 (2020) brutto na osobę. Stawki podatków od osób fizycznych obowiązujące na Malcie należą do najniższych w Unii Europejskiej. Stopa opodatkowania spółek na Malcie wynosi 35%; jednak zwrot wynosi zwykle równowartość 6/7 zapłaconego podatku, co daje średnią stawkę podatkową w wysokości 5%.
Produkt krajowy brutto według parytetu siły nabywczej na osobę wynosi $33 200. Produkt krajowy brutto według sektora kształtuje się następująco: usługi – 75,2%, przemysł – 23,7%, rolnictwo – 1,1%. Bezrobocie na Malcie we wrześniu 2020 roku wynosiło 4,0%. Inflacja w połowie 2021 była na poziomie 0,2%, jest to drugi najlepszy wynik w Unii Europejskiej.
Na podstawie danych Freedom House, Malta jest krajem z pełną wolnością prasy. Na podstawie danych The Economist, Malta należy do grona 24 państw świata z pełną demokracją. Malta jest drugim państwem na świecie, jeśli chodzi o najniższe zagrożenie wystąpieniem klęski żywiołowej, a także jednym z najbezpieczniejszych państw dla turystów. Malta została uznana za drugie państwo na świecie pod względem komfortu osiedlenia oraz za dziesiąte na świecie pod względem najlepszego miejsca na emeryturę w rankingu International Living 2017. Zajęła też 13. miejsce w rankingu Global Finance 2018.
Malta m.in. ze względu na stabilność polityczną i gospodarczą, obecność wykwalifikowanej siły roboczej, strategiczne położenie geograficzne – w Europie, na szlaku do Afryki i Azji oraz biegłą znajomość języka angielskiego przez mieszkańców stała się międzynarodowo uznanym centrum finansowym. W rankingu dotyczącym globalnych centrów finansowych – Global Financial Centres Index 2020, Malta uplasowała się na 73. miejscu wśród miast świata.
W 2019 roku kraj ten odwiedziło ponad 2,7 mln turystów (5,9% więcej niż w roku poprzednim), generując dla niego przychody na poziomie 1,9 mld dolarów.
Na Malcie rozwija się międzynarodowy przemysł filmowy. Rozwinął się również przemysł hazardowy. Znajduje się tu kilka kasyn, największe to Oracle Casino, Portomaso Casino oraz Dragonara Casino oraz szereg hazardowych portali internetowych i gier online.
Malta Stock Exchange to maltańska giełda papierów wartościowych, będąca członkiem Światowej Federacji Giełd skupiającej najbardziej rozwinięte giełdy świata.

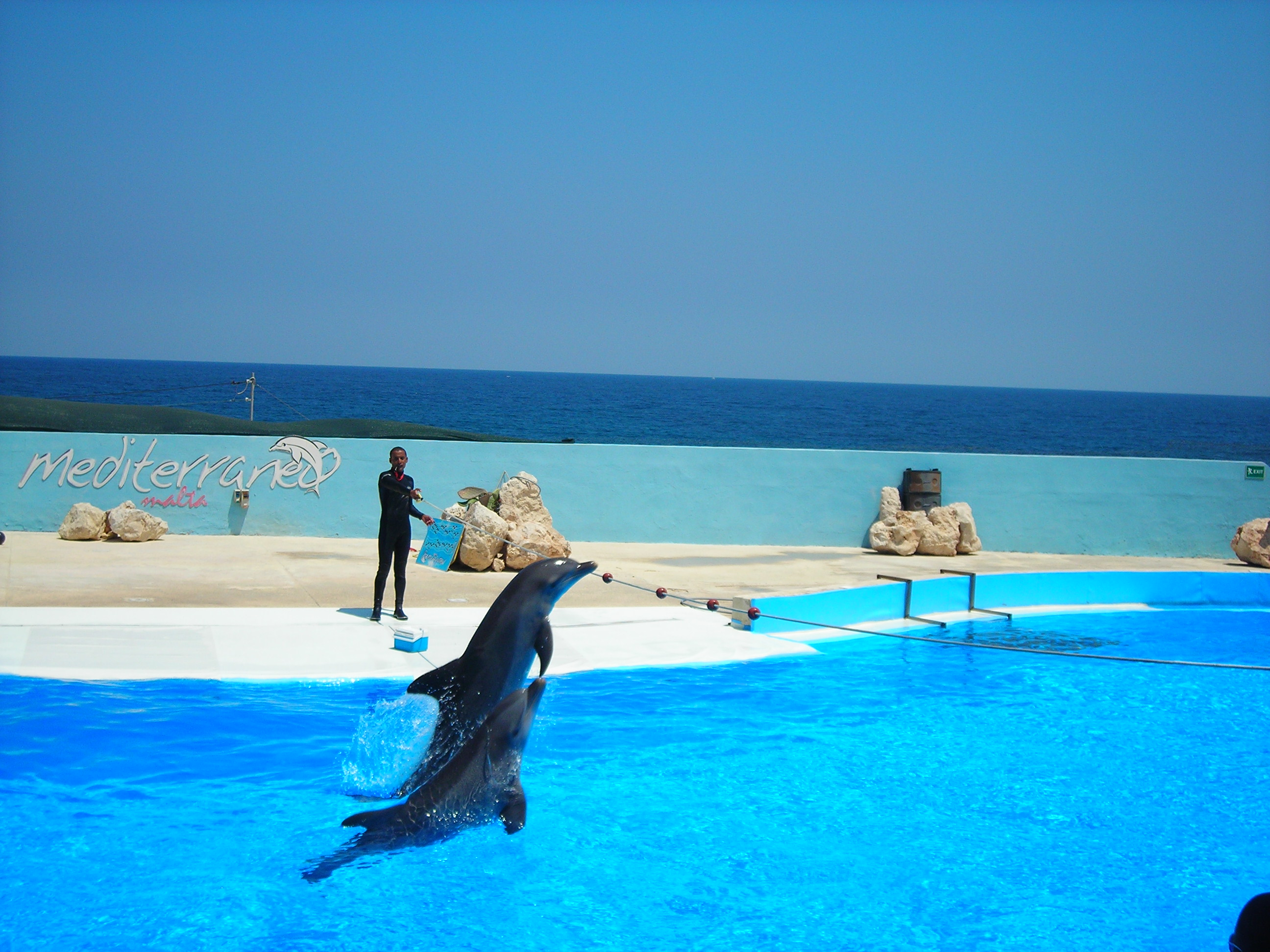
Jedna z atrakcji turystycznych na Malcie – Mediterraneo Marine Park. Turystyka generuje dużą część dochodu narodowego brutto Malty.
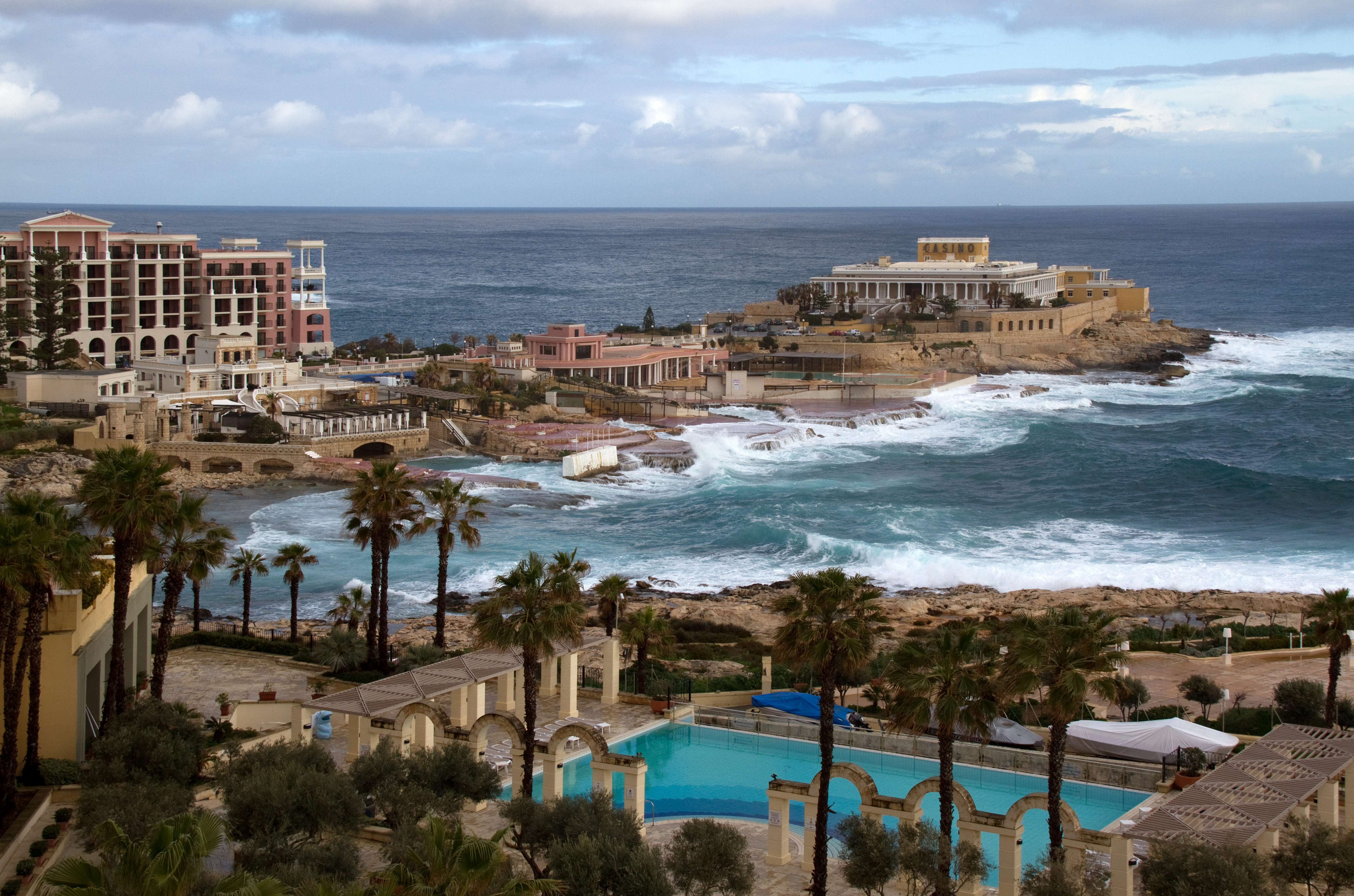
Dragonara Casino widziane z Hotelu Hilton na Malcie. Na Malcie jest rozwinięty przemysł hazardowy.
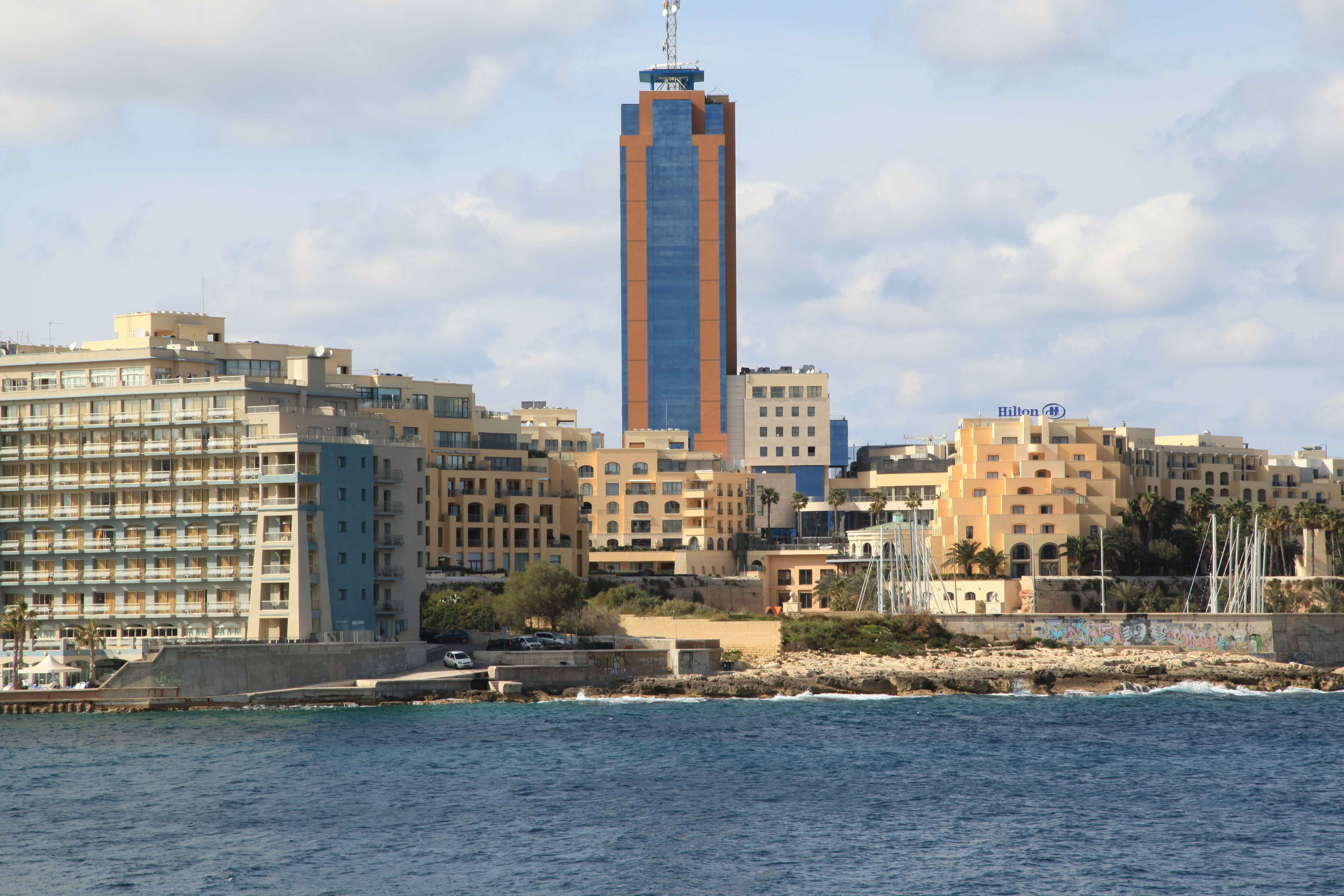
Portomaso Business Tower, najwyższy budynek na Malcie.
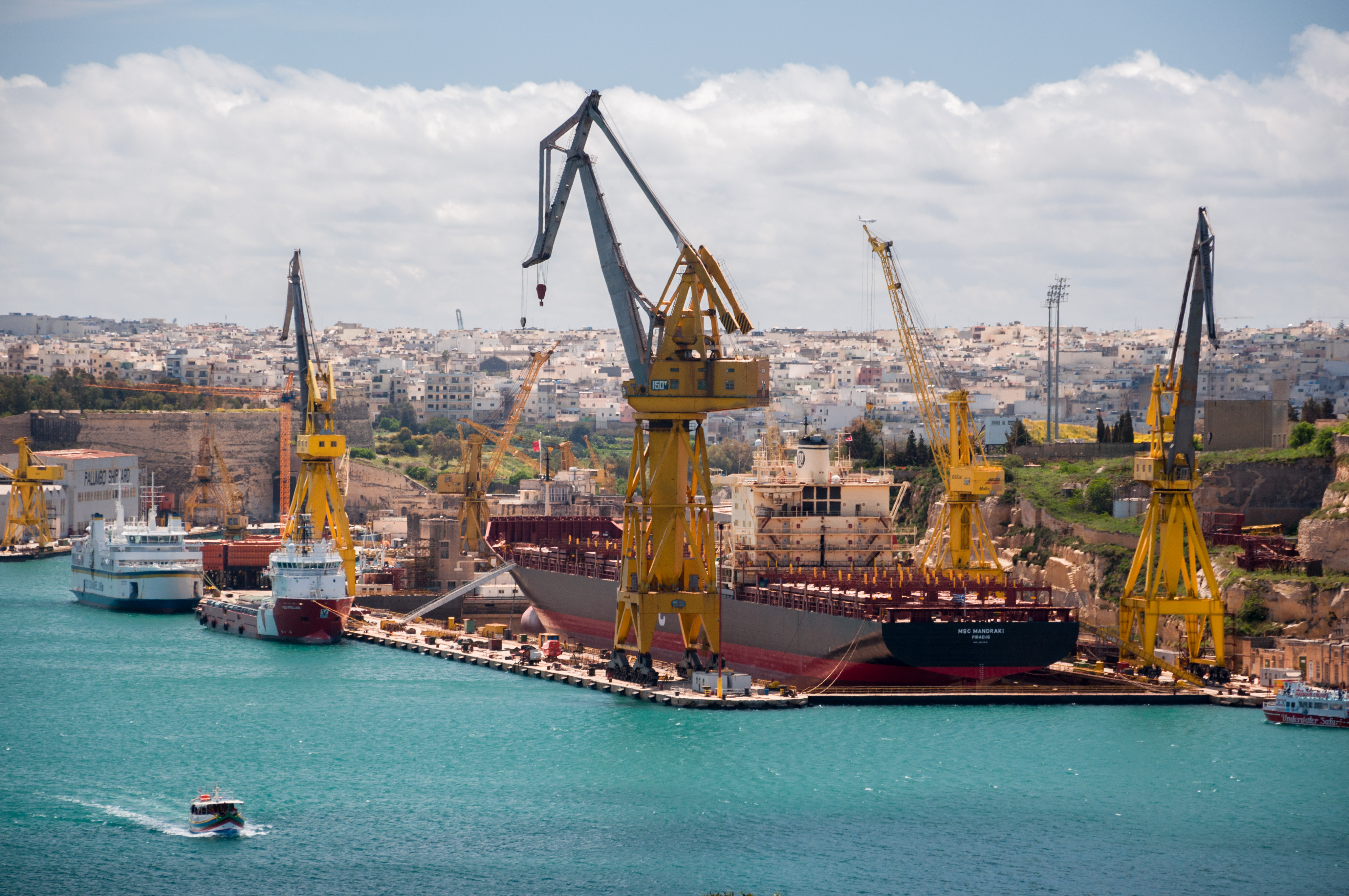
Przemysł stoczniowy na Malcie.
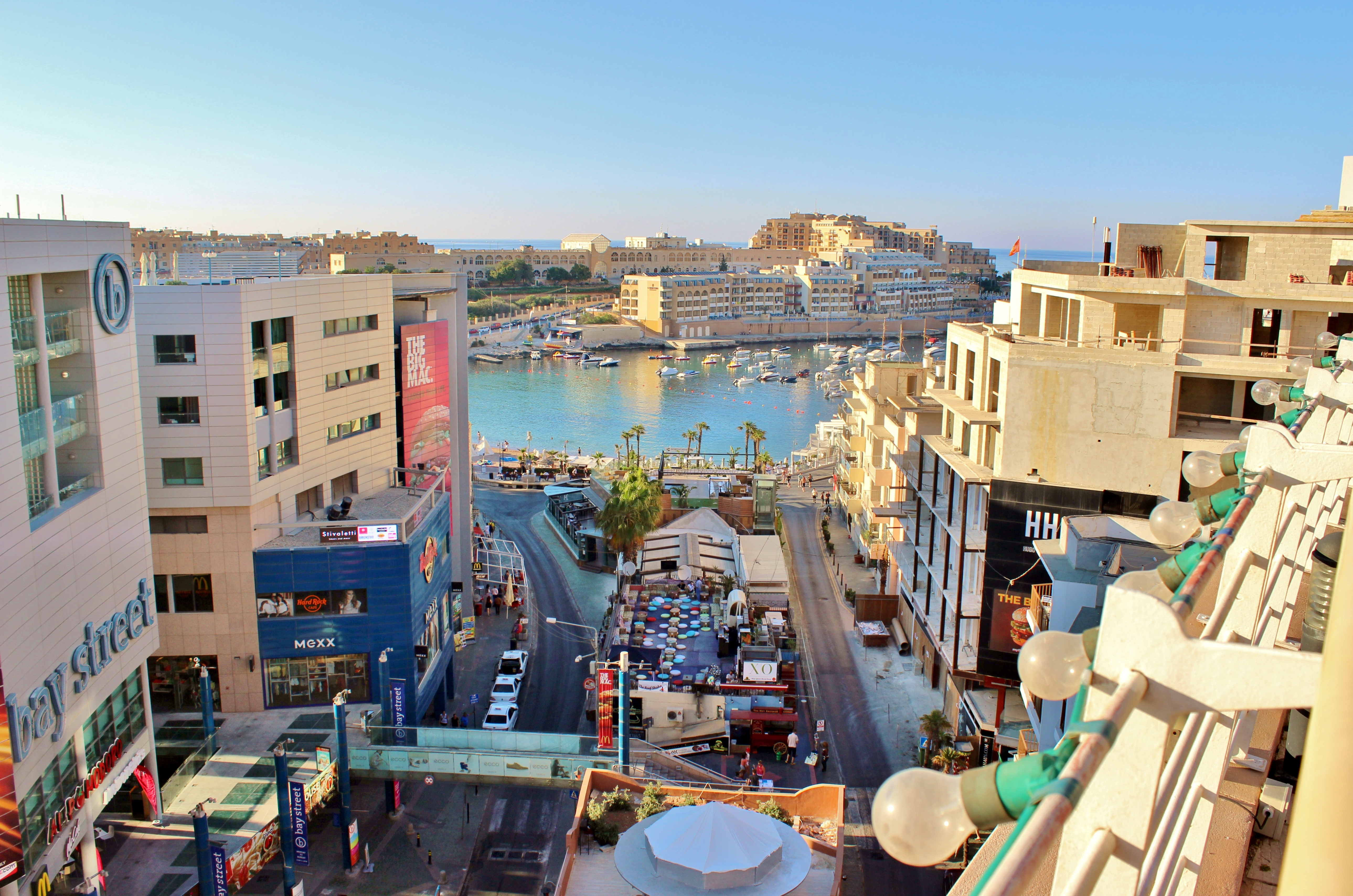
Bay Street, jedno z największych centrów handlowych na Malcie.

## Transport

### Transport morski

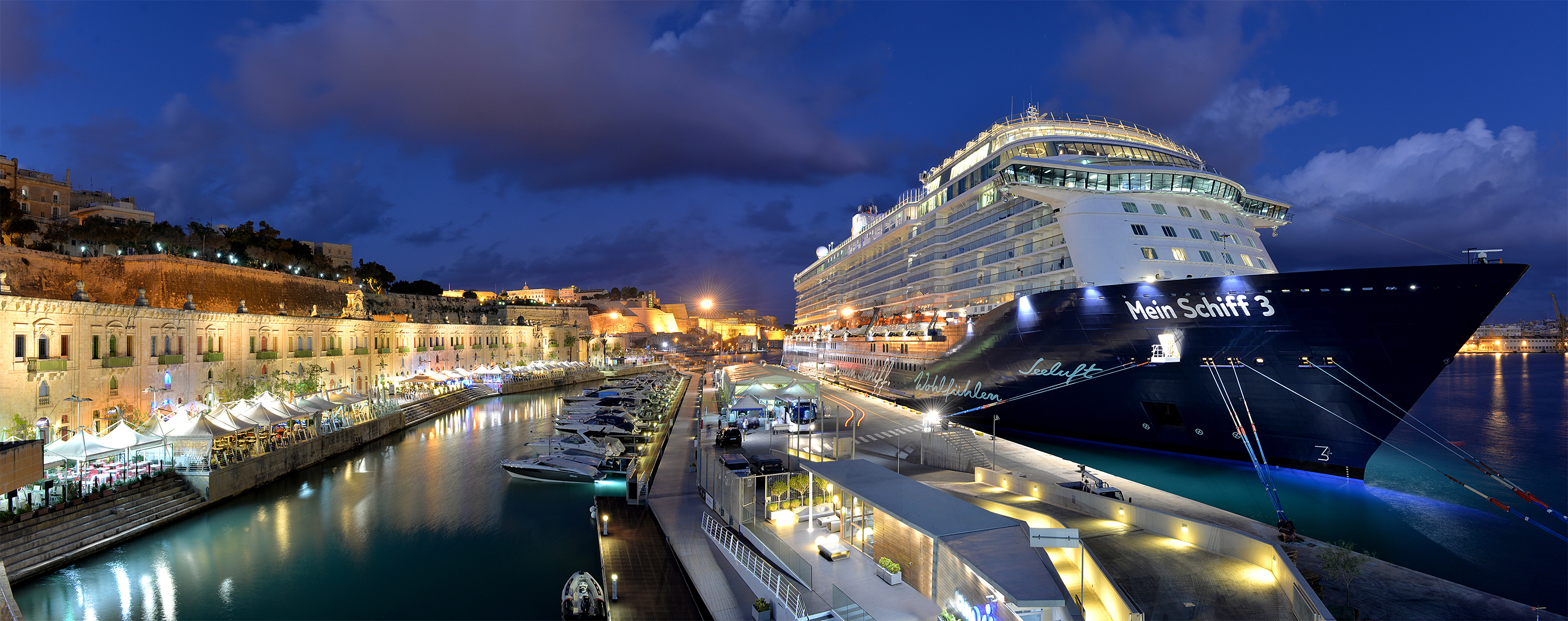
Statek wycieczkowy Mein Schiff 3 w Wielkim Porcie

Malta ma dwa większe porty morskie: Wielki Port oraz Malta Freeport, które przeładowały w 2010 roku 6 milionów ton towarów. Wielki Port jest głównym portem pasażerskim Malty i drugim pod względem wielkości maltańskim portem handlowym. Wcina się na około 3,6 km w głąb lądu. W 2017 roku obsłużył 778 596 pasażerów. Natomiast Malta Freeport jest dziewiątym portem morskim w Europie oraz trzecim nad Morzem Śródziemnym pod względem przeładunku kontenerów. W 2015 roku przeładowano w nim 3,06 miliona kontenerów typu TEU oraz obsłużono 2189 statków. Jest to także największy port rybacki na Malcie i jest bazą dla 70% maltańskiej floty rybackiej. Pomiędzy Maltą a oddaloną o 80–90 km włoską Sycylią istnieje przeprawa promowa. Jest ona też najlepszą metodą dostania się na Maltę samochodem. Głównym przewoźnikiem promowym jest Virtu Ferries, który oferuje kursy na trasie Wielki Port ↔ Pozzallo (czas podróży 1 godzina 45 minut). W 2021 roku uruchomiono również promy z Malty do włoskich miast: Palermo i Genua. Innym przewoźnikiem promowym obsługującym transport na włoską Sycylię jest Ponte Ferries, który oferuje kursy na trasie Wielki Port ↔ Augusta (czas podróży ok. 3 godzin). Na Malcie funkcjonują także wodne taksówki (water taxi), zarówno używające tradycyjnych łodzi maltańskich Dgħajsa, jak i nowocześniejszych łodzi.

### Transport lotniczy
Malta jest obsługiwana przez międzynarodowy port lotniczy Malta, który w 2019 roku obsłużył ponad 7,3 mln pasażerów (5 mln w 2016 roku). Maltański port lotniczy ma bezpośrednie połączenia z kilkoma portami lotniczymi w Polsce: lotniskami w Krakowie, Wrocławiu, Gdańsku i Poznaniu poprzez linie lotnicze Ryanair, a także z lotniskami w Katowicach, Warszawie i Gdańsku poprzez linię lotniczą Wizz Air oraz poprzez czartery Air Malta z Warszawy. Lot z Polski trwa nieco ponad 2,5 godziny. Ponadto znajduje się tutaj międzynarodowy heliport – Heliport Xewkija.

### Transport drogowy

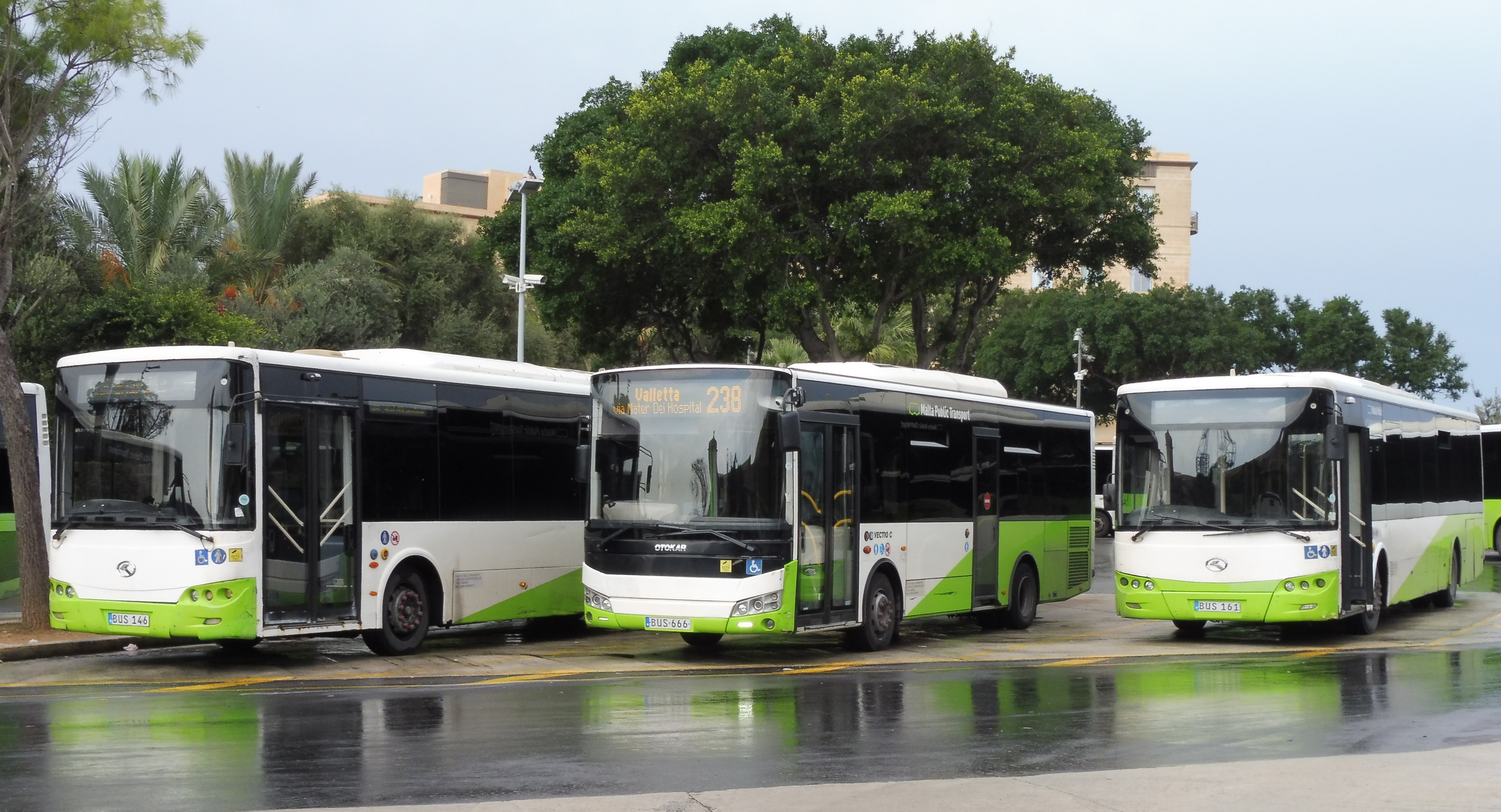
Autobusy na Malcie

Na Malcie obowiązuje ruch lewostronny. Maksymalna prędkość w terenie zabudowanym wynosi 50 km/h, a poza nim – 80 km/h. Do jazdy samochodem na Malcie wymagane jest prawo jazdy. Posiadacze ważnych praw jazdy wydanych w innym państwie członkowskim Unii Europejskiej, mogą prowadzić samochody na Malcie, bez konieczności uzyskiwania dodatkowych zezwoleń. Malta ma najniższą liczbę śmiertelnych wypadków w Unii Europejskiej, zarówno ogółem, jak i w przeliczeniu na milion mieszkańców.

### Komunikacja miejska
Dawniej publiczny transport zbiorowy obsługiwany był za pomocą Malta Railway oraz maltańskich tramwajów, obecnie obsługiwany jest za pomocą autobusów komunikacji miejskiej. Istnieją plany budowy maltańskiego metra.
Operatorem sieci autobusowej jest Malta Public Transport. System komunikacji autobusowej to 265 nowoczesnych autobusów, a liczba przystanków na Malcie wynosi 970, z czego 850 znajduje się na wyspie Malta, natomiast 120 na wyspie Gozo. Istnieje w sumie 80 różnych tras. Ekspresowe trasy są oznaczone znakiem „X”. Wszystkie autobusy są klimatyzowane, niskopodłogowe, są wyposażone w system głosowy oraz elektroniczne tablice informacyjne wyświetlające kolejne przystanki. Od października 2022 roku, komunikacja miejska na Malcie jest darmowa dla posiadaczy karty Tallinja..
Na Malcie funkcjonują również autobusy turystyczne (ang. tour bus), które obwożą pasażerów po wszystkich najważniejszych atrakcjach państwa-miasta. Dwaj przewoźnicy turystyczni to: MaltaSightSeeing i CitySightseeing Malta. W autobusach dostępny jest wielojęzyczny system audio przewodnika, w autobusach MaltaSightSeeing dostępny również w języku polskim.

## Atrakcje turystyczne i zabytki

### Plaże

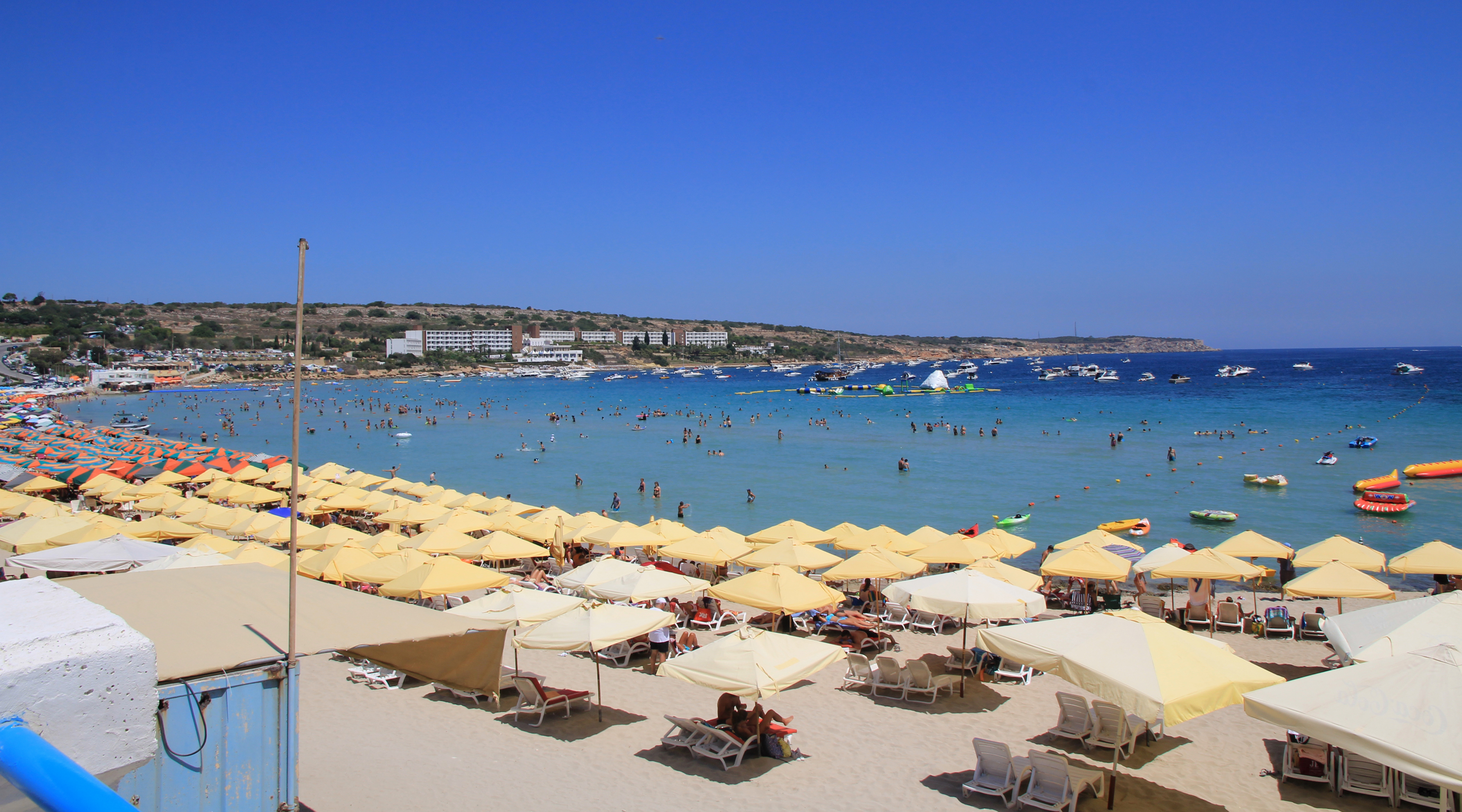
Plaża nad zatoką Mellieħa Bay

Nadmorskie kurorty i większe, piaszczyste plaże znajdują się głównie w północnej części Malty. Największą plażą na Malcie jest plaża nad zatoką Mellieħa Bay. Słynie z piaszczystej plaży o długości około kilometra oraz z płytkich wód. Druga pod względem wielkości jest plaża nad zatoką Golden Bay. Na obu tych plażach znajdują się wypożyczalnia leżaków, parasoli i sprzętu wodnego, a także szereg barów i restauracji. Ratownicy i inni pracownicy Malta Tourism Authority są obecni na plaży codziennie w okresie od czerwca do września. Innymi popularnymi plażami są Pretty Bay, Paradise Bay, St. George’s Bay w St. Julian’s oraz Ramla Bay na wyspie Gozo (zajmująca 21. miejsce na świecie w rankingu The Guardian). Na Malcie znajduje się łącznie 90 kąpielisk wyznaczonych zgodnie z przepisami unijnej dyrektywy kąpieliskowej. W 2019 roku, 85 kąpielisk miało doskonałą jakość wody, natomiast 2 miały jakość dobrą. Według badań Komisji Europejskiej wszystkie plaże na Malcie mają doskonałą czystość wody. Obecnie jedenaście plaż na Malcie uzyskało prawo do używania znaku Błękitnej Flagi.

### Atrakcje naturalne

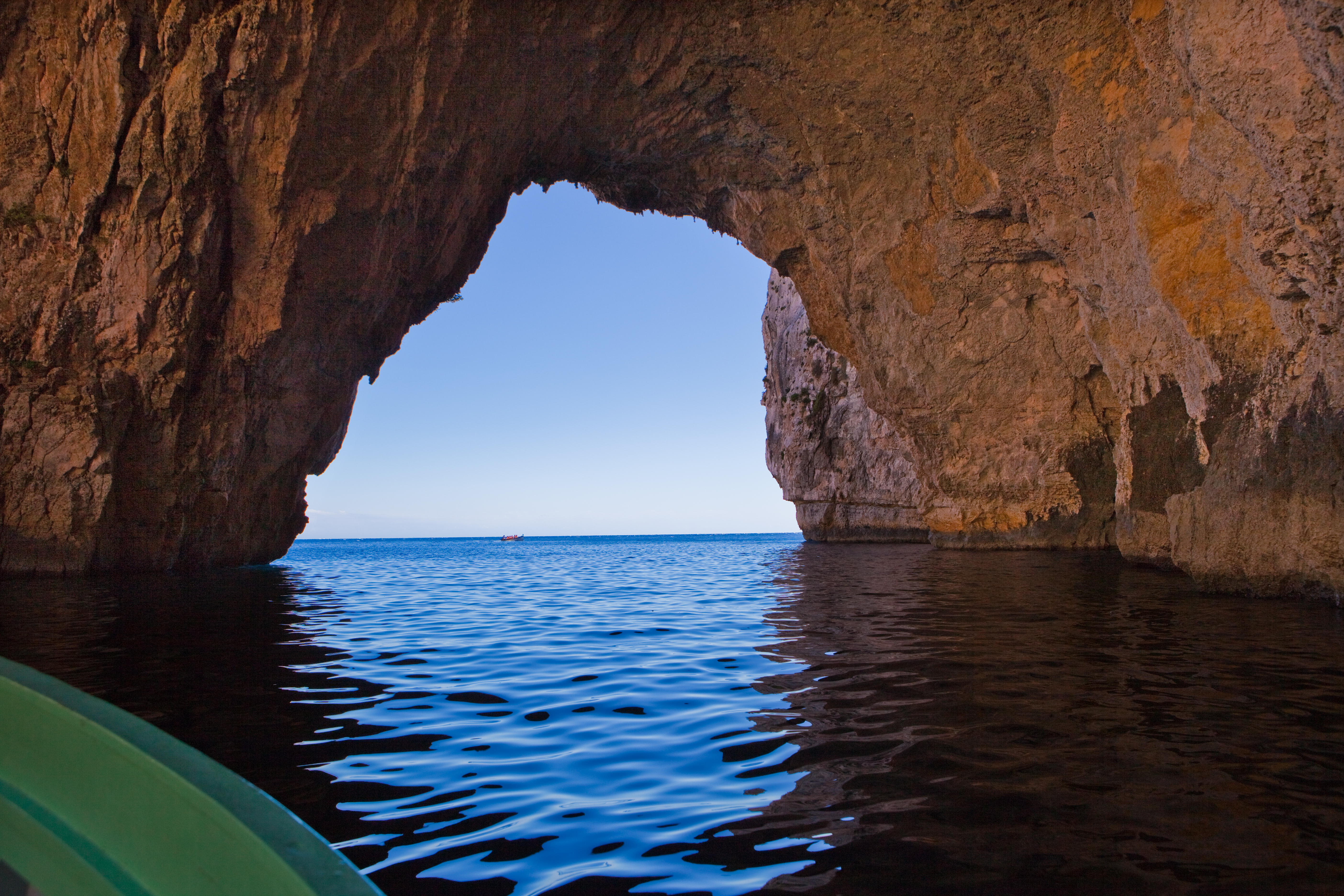
Blue Grotto (Błękitna Grota)

Blue Grotto (Błękitna Grota) to system podziemnych korytarzy tuż nad taflą morza. W tym miejscu popularne są spływy łodzią. Ninu's Cave i Xerri's Grotto to podziemne jaskinie o wysokości 18 metrów i 9 metrów, z kolorowymi alabastrowymi stalaktytami i stalagmitami. Calypso Cave i Tal-Mixta Cave (L-Ghar Tal-Mixta) to popularne wysoko położone jaskinie, z których rozpościera się widok na morze. Dragonara Cave (nazywana również Coral Lagoon) to pionowa jaskinia, z tunelem na morze, natomiast Ta' Marija Cave to jaskinia zlokalizowana w białych klifach. Wied il-Mielah Window i Marks & Dukes Window to naturalne mosty skalne, przez które przepływa woda morska. Do marca 2017 roku istniał trzeci most skalny, Azure Window (Lazurowe Okno), jednak uległ on całkowitemu zawaleniu na skutek erozji. Blue Lagoon (Błękitna Laguna) to cieśnina między wyspami Comino i Cominotto. Jej krystaliczne wody i odosobniona lokalizacja sprawiają, że jest jedną z ważniejszych atrakcji turystycznych Malty. Blue Hole to morskie jezioro o głębokości 15 metrów i szerokości 10 metrów. Pod wodą, Blue Hole jest połączony tunelem na otwarte morze. Għasri Valley to dolina, w środku której znajduje się ciek wodny. Klify Dingli oraz klify Ta’ Ċenċ to wysokie klify mające kilkadziesiąt metrów wysokości. Innymi klifami są Fomm ir-Riħ. Maltańskie klify są na liście wstępnej światowego dziedzictwa UNESCO. Chadwick Lakes to tama i zespół jezior, największy zbiornik słodkiej wody na Malcie. Inland Sea to słone jezioro, połączone z morzem przez tunel wodny. St. Peter's Pool to naturalny basen. Płaskie skały umożliwiają opalanie się, drabiny umożliwiają dostęp do morza, jest także możliwość nurkowania.

### Obiekty prehistoryczne

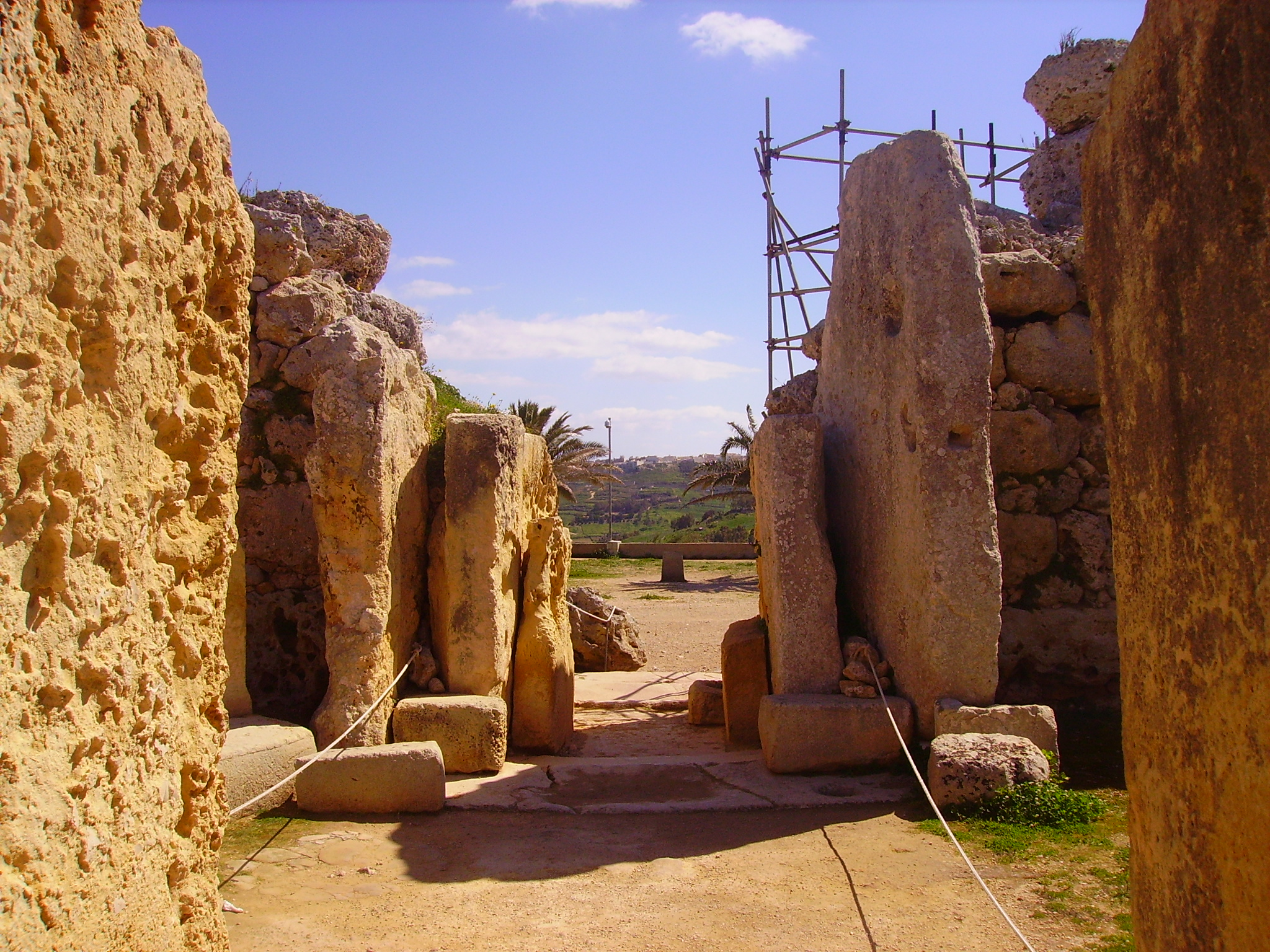
Ġgantija, jedna z megalitycznych świątyń

Għar Dalam to jaskinia. Wykopaliska z warstwy sprzed ponad 500 000 lat zawierały kopalne szczątki karłowatych słoni, hipopotamów, mikro-ssaków, ptaków i innych gatunków. Warstwa wierzchnia pochodząca z mniej niż 10 000 lat posiada dowody pierwszych ludzi na wyspie.
Na Malcie znajduje się zespół kilkunastu megalitycznych świątyń. Zaczęto je budować około 3600 r. p.n.e. Są one najstarszymi stojącymi budowlami w Europie i jednymi z najstarszych na świecie. Sześć świątyń jest wpisanych na listę światowego dziedzictwa UNESCO. Z podobnego okresu pochodzą Għar ta’ Għejżu i Tas-Silġ.
Hypogeum Ħal Saflieni to podziemna budowla. Składa się z trzech poziomów. Jeden z poziomów powstał około 4000 roku p.n.e., a kompleks był używany na przestrzeni wielu wieków, aż do ok. 2500 roku p.n.e. Część pomieszczeń umieszczono w naturalnych grotach, które zostały później powiększone przez człowieka. Jest wpisana na listę światowego dziedzictwa UNESCO.
Na Malcie znajduje się wiele grobowców z czasów budowniczych megalitycznych świątyń. Należą do nich m.in.: Binġemma Tombs, Għar il-Midfna, Kerċem Tombs, Għar ta' Għejzu, Ta' Ċenċ Gallery Grave, Wied tax-Xlendi Tomb, Xagħra Stone Circle i Xemxija Tombs. Znajdują się tu również dolmeny z tego okresu, np. Ta’ Cenc, Wied Filep Dolmen, Wied Znuber Dolmen.
Misraħ Għar il-Kbir jest złożoną siecią rowów wyżłobionych w skale.

### Obiekty starożytne

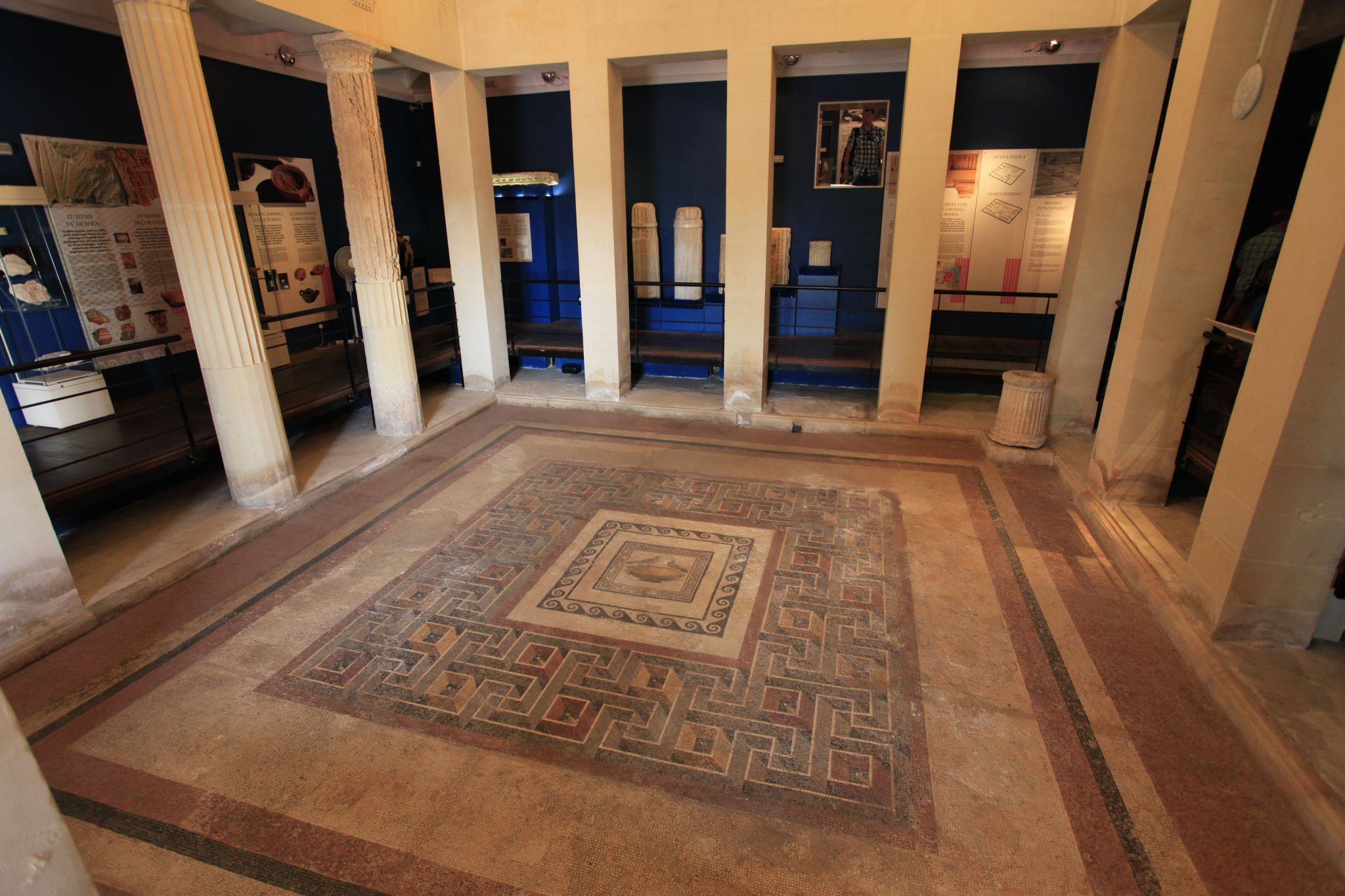
Muzeum Domvs Romana obejmuje zarówno ruiny, jak i przedmioty z okresu rzymskiego

Ras il-Wardija to świątynia punicka z czasów panowania Kartaginy, z III wieku p.n.e. Obiekt składa się z wykutej w skale prostokątnej komnaty oraz korytarza, wykutej w skale cysterny na wodę i studni w kształcie dzwonu i pozostałości zewnętrznych struktur kamiennych, w tym ołtarza.
Cippi of Melqart to dwa marmurowe dzbany z II w. p.n.e. z tekstami do fenickiego boga Melkart napisanymi w dwóch językach: starogreckim i fenickim. Jeden dzban znajduje się w maltańskim Narodowym Muzeum Archeologicznym, drugi znajduje się w paryskim Luwrze.
St. Paul’s Catacombs, Tal-Mintna Catacombs, St. Agatha's Catacombs, Salina Catacombs, St Augustine’s Catacombs, Ta' Bistra Catacombs i Abbatija Tad-Dejr to katakumby z czasów rzymskich. Maltańskie katakumby są na liście wstępnej światowego dziedzictwa UNESCO.
Domvs Romana to muzeum zbudowane wokół ruin arystokratycznej rezydencji rzymskiej. W samym budynku są wystawione mozaiki i artefakty z okresu rzymskiego zebrane z całej Malty.
Pozostałe ruiny rzymskie to San Pawl Milqi, rzymska willa w Żejtun, Ras ir-Raħeb, Tas-Silġ, rzymskie łaźnie w Għajn Tuffieħa oraz wieże Ta’ Ċieda i Ta’ Ġawhar.

### Kościoły

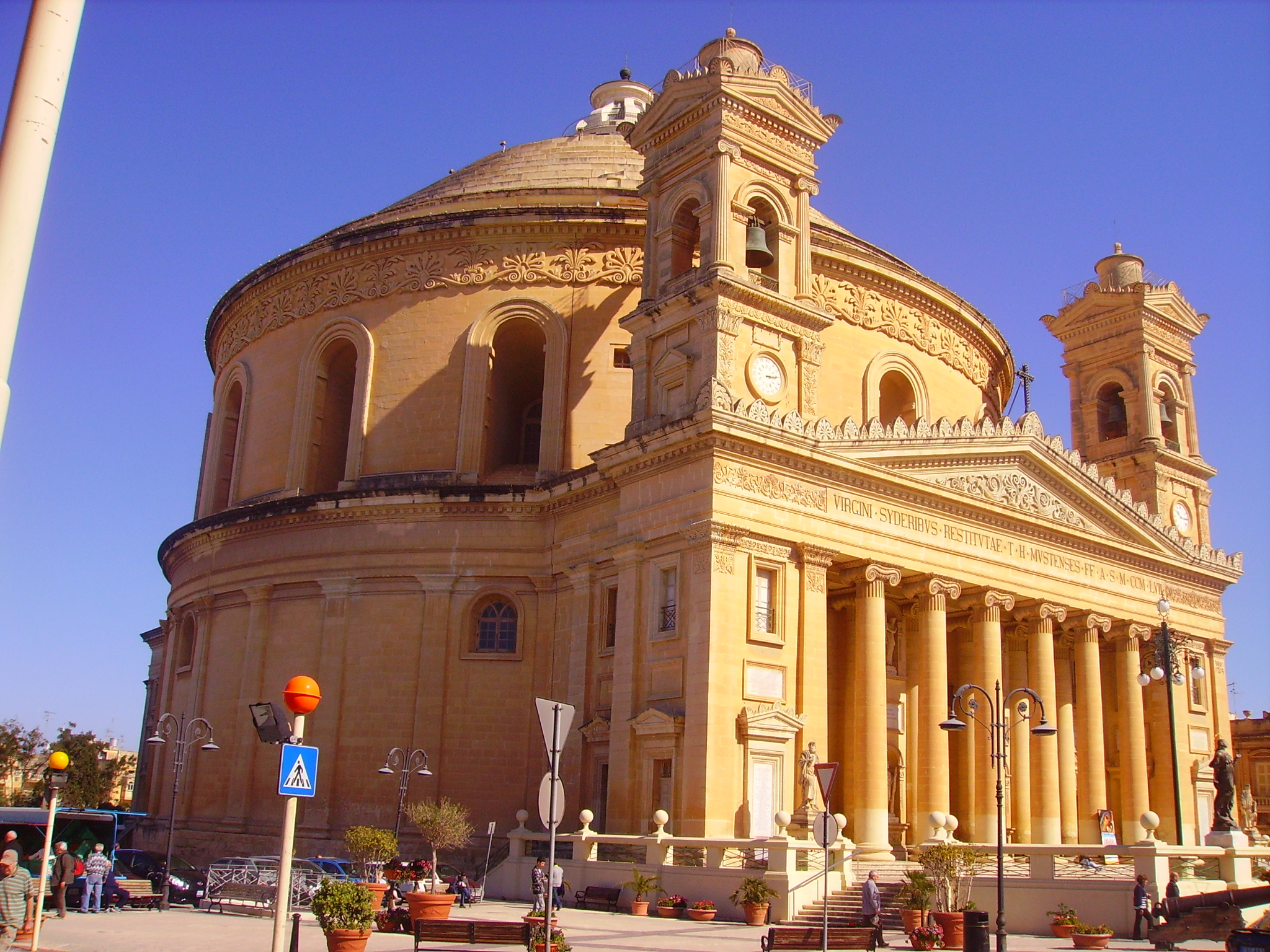
Rotunda w Moście

Na Malcie istnieje ponad 300 kościołów. Część obiektów sakralnych ma status zabytku. W wielu miejscowościach oprócz kościoła parafialnego istnieją również mniejsze kościoły oraz kaplice.  Większość kościołów została zbudowana od 1500 roku do XX wieku. Dominującym stylem architektonicznym jest barok. Zdarzają się kościoły innych stylów architektonicznych jak np. neoklasycyzm (np. Prokatedra św. Pawła w Valletcie), neoromanizm (np. kościół Ta’ Pinu), renesans (np. Bazylika w Nadur, Sanctuary of Our Lady of Mellieħa), neogotyk (np. Robert Samut Hall, kościół Świętej Trójcy w Sliemie, Addolorata Cemetery Chapel, Bazylika Matki Bożej z Góry Karmel w Valletcie), architektura średniowiecza (np. Kaplica Panny Maryi w Bir Miftuħ), architektura bizantyńska (np. Kościół Matki Bożej z Damaszku w Valletcie) i inne.

### Pałace

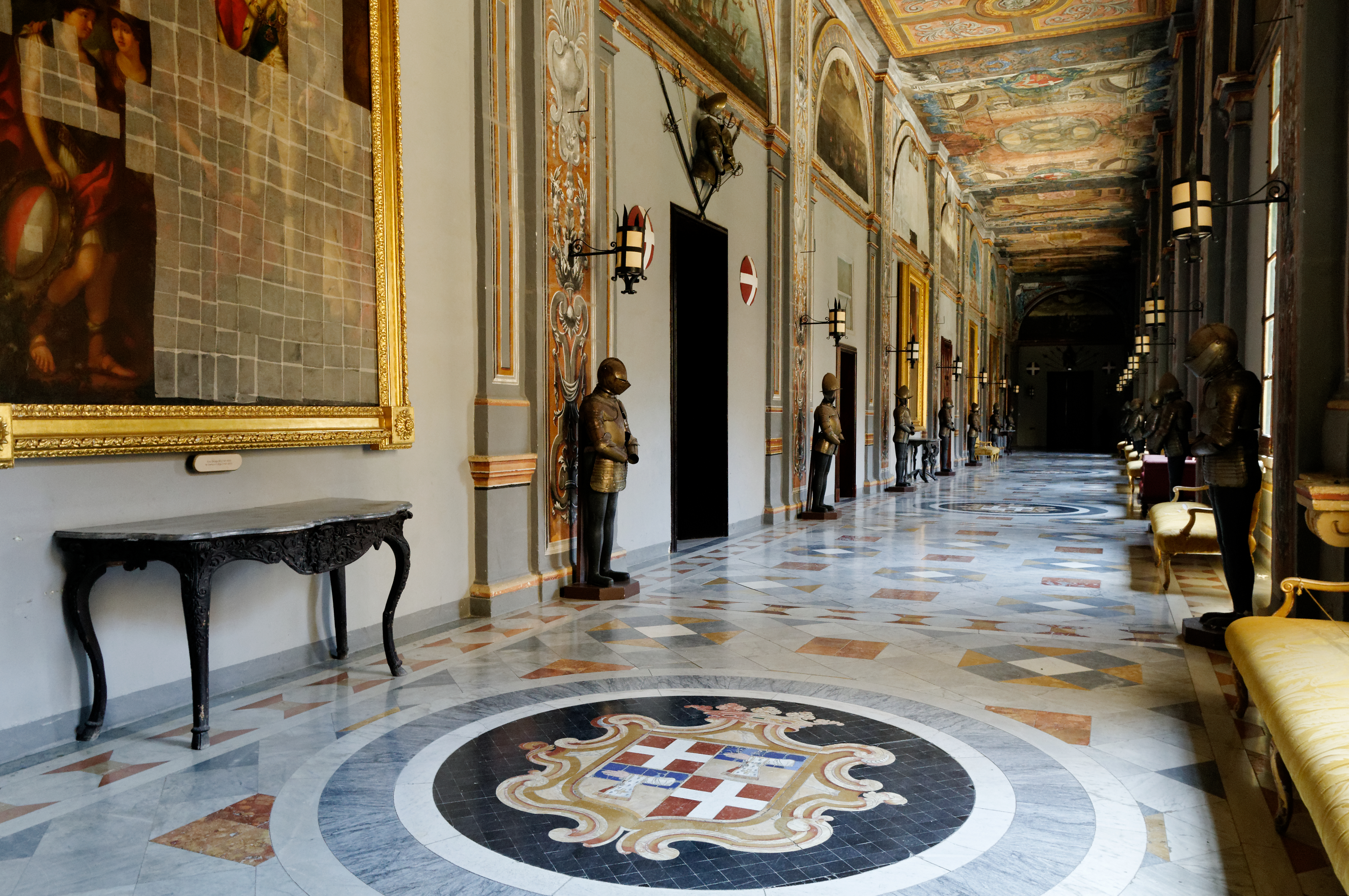
Jeden z korytarzy w Pałacu Wielkiego Mistrza

Na Malcie znajduje się kilkanaście pałaców. Jednym z najpopularniejszych jest Pałac Wielkich Mistrzów zbudowany w 1571 roku. Mieszczą się tu urzędy prezydenta i Izby Reprezentantów. Pałac San Anton to pałac zbudowany w latach 1600–1636 jako letnia rezydencja Wielkiego Mistrza Zakonu Maltańskiego. Obecnie jest oficjalną rezydencją prezydenta Malty. Pałac otoczony jest dużym ogrodem. Verdala Palace został zbudowany w 1586 roku. Jest oficjalną letnią rezydencją prezydenta Malty. Casa Rocca Piccola to pałac zbudowany w XVI wieku. Zawiera ponad 50 pokoi, z których większość jest otwarta do zwiedzania. Można zwiedzać także sypialnię z baldachimem, prywatną kaplicę i sieć podziemnych korytarzy oraz tuneli wydrążonych w skale. Innymi pałacami są: Inquisitor’s Palace, Selmun Palace, Girgenti Palace, Palazzo Nobile, Palazzo Vilhena, Palazzo Parisio w Valletcie, Palazzo Parisio w Naxxar, Palazzo Promontorio, Castello dei Baroni, Zammitello Palace, Villa Bologna, Villa Francia, Villa Rosa, Casa Bernard, Casa Leoni, Banca Giuratale w Mdinie, Banca Giuratale w Valletcie, Dragonara Palace, Hostel de Verdelin, Spinola Palace w St. Julian’s, Spinola Palace w Valletcie.
Znajdują się tu również majestatyczne wille np. Villa Bonici, Villa Guardamangia (dawna rezydencja Elżbiety II), Villa Parisio i inne.
W XVI wieku na Malcie zbudowano piętnaście zajazdów. Siedem z nich powstało w Birgu, osiem natomiast w Vallettcie. Były to miejsca zamieszkania rycerzy Zakonu Maltańskiego z różnych części Europy. Do dzisiejszych czasów zachowało się dziesięć budynków. Większość z nich ma status zabytku. W Vallettcie zachowały się: Zajazd Kastylijski, Zajazd Prowansalski, Zajazd Włoski, Zajazd Aragoński oraz Zajazd Bawarski. W Birgu zachowały się: Zajazd Angielski, Zajazd Aragoński, Zajazd Francuski, Zajazd Kastylijski oraz Zajazd Owernii i Prowansji.

### Fortyfikacje

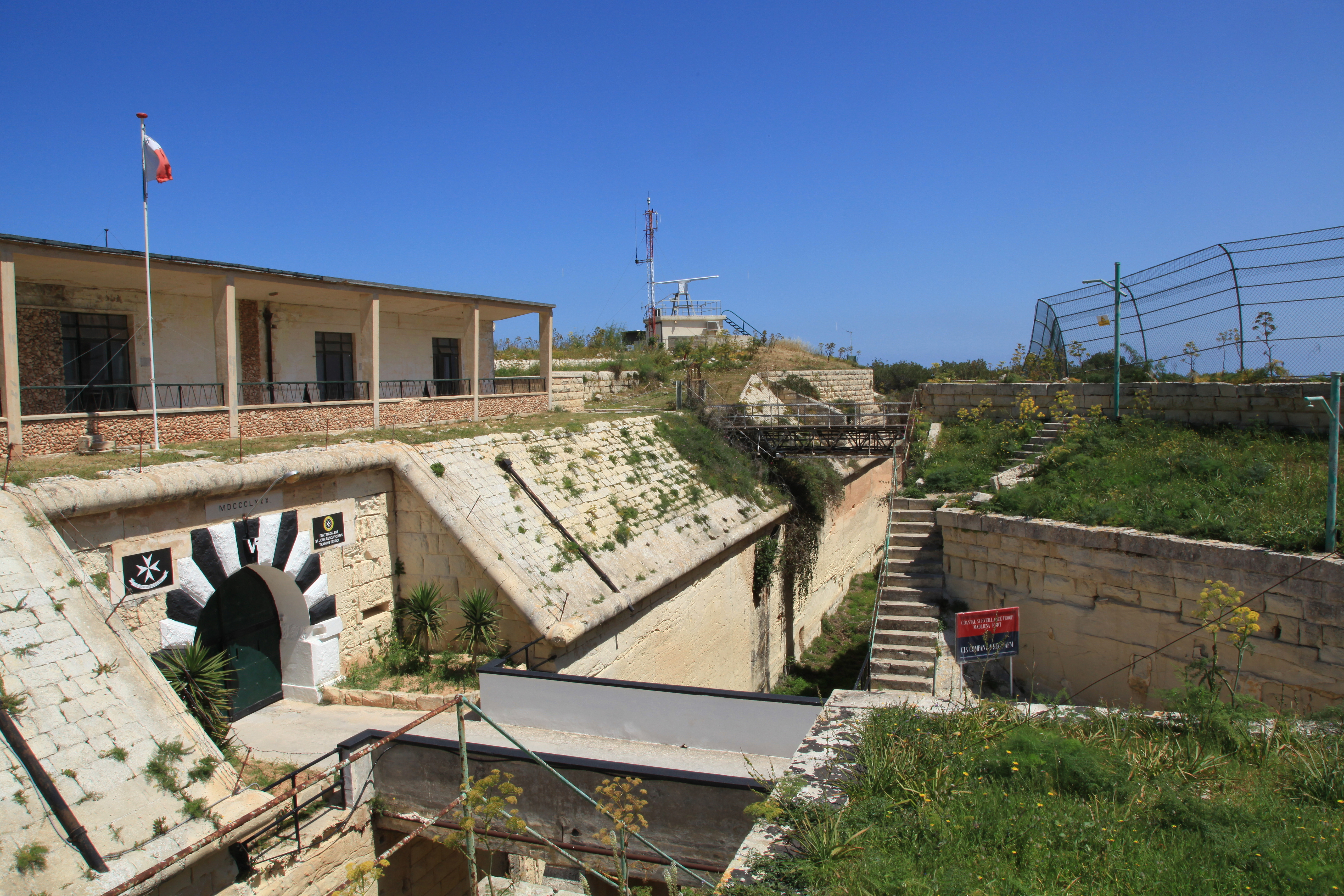
Część fortu Madliena

Fortyfikacje Malty obejmują kilka warownych miejscowości, dwie cytadele, forty, wieże strażnicze, baterie, reduty i inne.
Na Malcie znajduje się około dwudziestu fortów. Większość fortów powstała na podstawie wielokąta (tzw. polygonal fort), kilka powstało na podstawie gwiazdy. Jednym z pierwszych zbudowanych fortów był Fort Saint Elmo, którego budowa rozpoczęła się w 1551 roku. Brał udział w obronie podczas Wielkiego Oblężenia Malty w 1565 roku. Z czasem powstawały nowe budowle. Do 1795 roku forty były budowane przez Zakon Maltański, w latach 1852–1938 budowała je Wielka Brytania. Część fortów była częścią linii fortyfikacji np. Victoria Lines, będąca na liście wstępnej światowego dziedzictwa UNESCO. Oprócz fortów znajduje się tu również kilka nadszańców np. Saint James Cavalier czy Saint John’s Cavalier oraz szereg redut i baterii.
Zespół wież na Malcie obejmuje kilkadziesiąt budowli, w tym 23 historyczne umocnione wieże obserwacyjne będące częścią fortyfikacji Malty. Do głównych grup tych wież należą Wieże Wignacourta zbudowane w latach 1610–1649, Wieże Lascarisa zbudowane w latach 1637–1650 oraz Wieże de Redina zbudowane w latach 1658–1659. Wiele istniejących ma status zabytku. Oprócz wież fortyfikacyjnych istnieje na Malcie ok. dwudziestu innych wież.

### Inne budowle

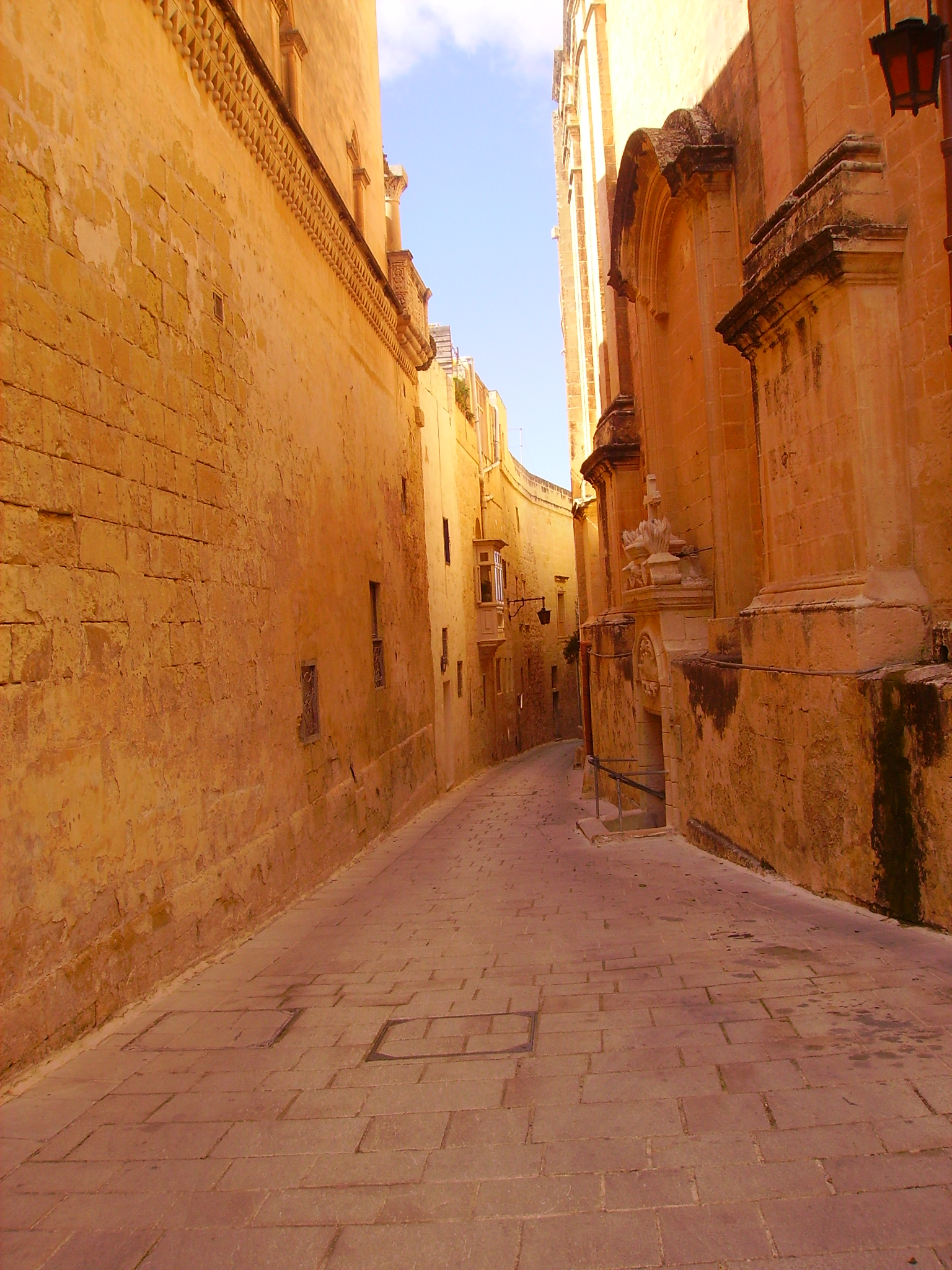
Jedna ze średniowiecznych uliczek w Mdinie

Na Malcie znajduje się kilkanaście wiatraków, z czego dwa: wiatrak Xarolla z 1724 roku oraz wiatrak Ta’ Kola z 1787 roku są w dobrym stanie i są dostępne dla zwiedzających. Akwedukt Wignacourta to akwedukt zbudowany w latach 1610–1614 w celu zapewnienia ciągłego dopływu świeżej wody pitnej do Valletty. Jego większa część z całkowitej długości ponad 15 kilometrów, jest położona pod powierzchnią gruntu, oparta jest na ciągu niewielkich kamiennych łuków. Innym akweduktem jest Akwedukt na Gozo, zbudowany w 1843 roku. Mdina oraz Cittadella to ufortyfikowane miejscowości położone na wzgórzach, pełne barokowych budynków. Są one na liście wstępnej światowego dziedzictwa UNESCO. Na Malcie znajduje się szereg historycznych bram miejskich np. średniowieczna Brama Greków, Brama Notre Dame (1685), Porte des Bombes (1721), Brama św. Heleny (1736), Brama Wiktorii (1885) i kilka innych. Łuk De Rohana z 1798 roku, Fawwara Gate z 1796 roku oraz Hompesch Arch z 1801 roku to łuki triumfalne. Fontanna Trytona w Valletcie to jedna z głównych fontann na Malcie. Tas-Salvatur to wzgórze, na którym widnieje statua Jezusa Chrystusa. Kristu tal-Baħħara to pomnik Jezusa znajdujący się 35 metrów pod wodą.

### Parki atrakcji

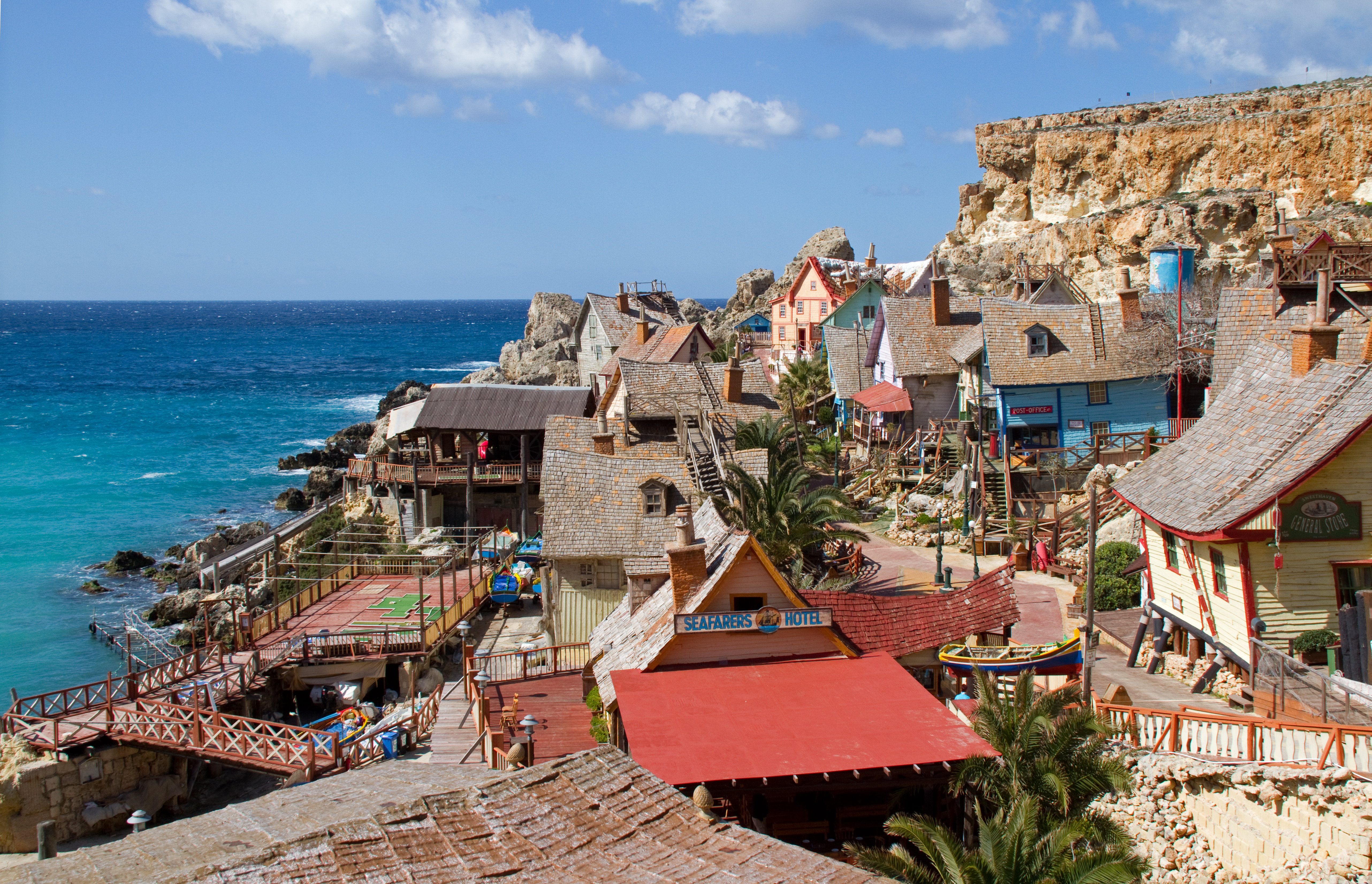
Popeye Village

Na Malcie znajduje się kilka parków atrakcji. Mediterraneo Marine Park to morski park rozrywki. Jedną z części parku jest delfinarium. W parku zamieszkują delfiny, lwy morskie, papugi, węże, jaszczurki, żaby, pająki, skorpiony, żółwie. Codziennie pokazywane są pokazy delfinów, lwów morskich i papug. Jest możliwość wykupienia interaktywnych opcji programów, w których jest możliwość dotykania zwierząt, jak również pływania z delfinami.
LWS Animal Park oraz Wildlife Park Malta to małe ogrody zoologiczne, w których występuje wiele różnych gatunków zwierząt, takich jak emu, jelenie, lamy, króliki, kozy górskie, tygrysy, lwy, małpy, niedźwiedzie, ptaki i inne. Niektóre ze zwierząt są utrzymywane w ich naturalnym otoczeniu. Bird Park Malta oraz Malta Falconry Centre to ptasie parki. Malta National Aquarium to akwarium publiczne o powierzchni łącznej 20 000 m². Składa się z 26 zbiorników. Splash & Fun Water Park to aquapark, w którego skład wchodzą baseny, zjeżdżalnie i inne atrakcje wodne. Buġibba Water Park to niewielki park wodny otwarty od lipca do września. BOV Adventure Park to większy plac zabaw dla dzieci, z różnymi urządzeniami. Sant'Antnin Family Park to park rodzinny obejmujący miejsca piknikowe, place zabaw dla dzieci, siłownię na wolnym powietrzu, ścianki do wspinaczki skałkowej, dwa labirynty i amfiteatr. Popeye Village to wioska, która powstała jako sceneria do filmu Popeye z 1980 roku. Dziś jedna z atrakcji turystycznych wyspy. Niektóre z domów zostały wyposażone w różne przedmioty związane z filmem, w tym rekwizyty wykorzystywane w produkcji filmu. Dla turystów organizowane są różne pokazy oraz rejsy statkiem po zatoce. Na ulicach miasteczka można spotkać przechadzające się postacie z filmu, z którymi można porozmawiać i zrobić sobie zdjęcie.

## Parki i ogrody

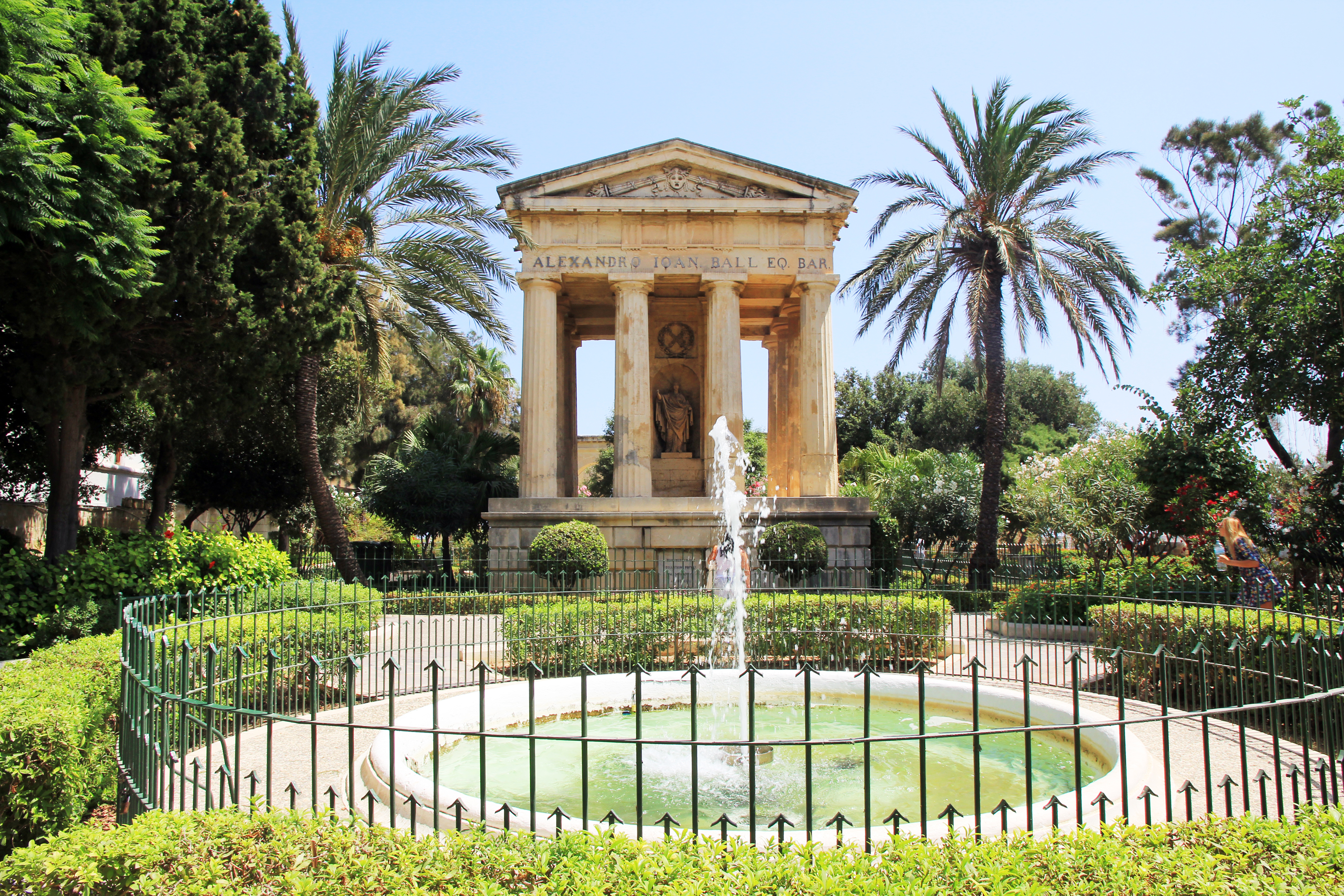
Dolne ogrody Barrakka (Lower Barrakka Gardens)

Pomijając obszary o specjalnym statusie jak np. parki narodowe czy rezerwaty, maltańskie parki miejskie mają małą powierzchnię, jednakże są one liczne. Parki te ze względu na swą specyfikę zazwyczaj mają status ogrodu. Służą one mieszkańcom od wczesnych lat XV wieku. Większość miejscowości na Malcie ma ogrody publiczne, które są miejscem spotkań dla mieszkańców i placem zabaw dla dzieci. Valletta, pomimo że ma powierzchnię zaledwie 0,8 km², to znajdują się w niej trzy popularne maltańskie ogrody: Górne ogrody Barrakka (Upper Barrakka Gardens), Dolne ogrody Barrakka (Lower Barrakka Gardens) oraz Ogrody Hastings (Hastings Gardens). Jednym z najważniejszych ogrodów na Malcie jest San Anton Gardens powstały w 1623 roku, otwarty dla zwiedzających w 1882 roku. Ogrody te ozdobione są stawami, fontannami i wolarami. Rośnie w nim wiele gatunków drzew i roślin z całego świata, niektóre zostały zasadzone przez goszczące w pałacu głowy państw. Ogrody Buskett są jednym z największych obszarów zalesionych na Malcie, są także ostoją ptaków przez którą przechodzi regularnie w sezonie około 3000 ptaków. Innymi popularnymi ogrodami są m.in.: Ogród Romeo Romano, ogrody pałacowe Parisio Gardens w stylu włoskim, ogród chiński Chinese Garden of Serenity, Ogród Karin Grech, Villa Bologna Gardens, Howard Gardens, Independence Garden, Herbert Ganado Gardens, European Council Garden, Gardjola Gardens z 1551 roku, Villa Rundle Gardens, Sa Maison Garden. Znajduje się tu również ogród botaniczny – Argotti Botanical Gardens.

## Edukacja

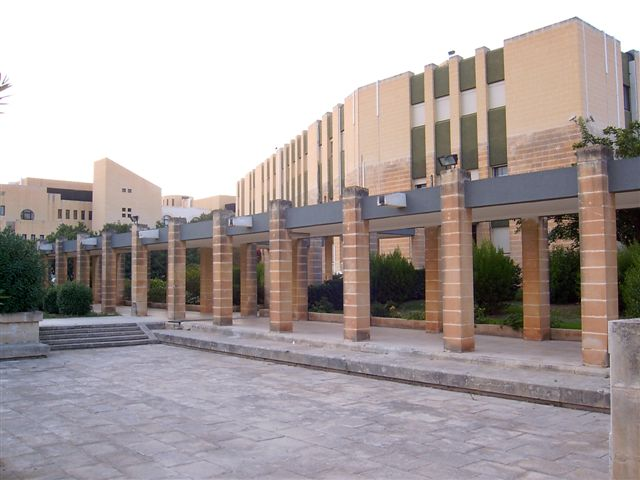
Jeden z kampusów Uniwersytetu Maltańskiego

### Nauczanie
Maltańskie instytucje edukacyjne – państwowe, prywatne i religijne – zapewniają szeroki system nauczania. Zajęcia przedszkolne odbywają się od 3. roku życia. Nauka jest obowiązkowa w wieku od 5 do 16 lat. Edukacja na Malcie jest oparta na modelu brytyjskim. Szkoła podstawowa trwa sześć lat, od 5 do 11 roku życia. W wieku 11 lat uczniowie zdają egzamin, aby dostać się do szkoły średniej. Po ukończeniu szkoły średniej w wieku 16 lat uczniowie przystępują do egzaminów maturalnych. Po zakończeniu obowiązkowego cyklu szkolnego, uczniowie są zachęcani do wyboru około 50 różnych kursów zawodowych i akademickich w sektorach policealnych, w tym w college’ach. Uczniowie ci poza tym, że pobierają bezpłatną naukę, otrzymują również stypendia finansowe w czasie swojej nauki. Wydatki na szkolnictwo wynoszą około 8% PKB Malty, co jest czwartym wynikiem w Unii Europejskiej.
Począwszy od 2008 roku, są dwie szkoły międzynarodowe: Verdala International School i QSI Malta. Państwo płaci część wynagrodzenia nauczycieli w szkołach kościelnych.
Na Malcie znajdują się cztery uczelnie: Uniwersytet Maltański oraz Malta College of Arts, Science and Technology (MCAST), European Institute of Education i Institute of Tourism Malta.

### Języki

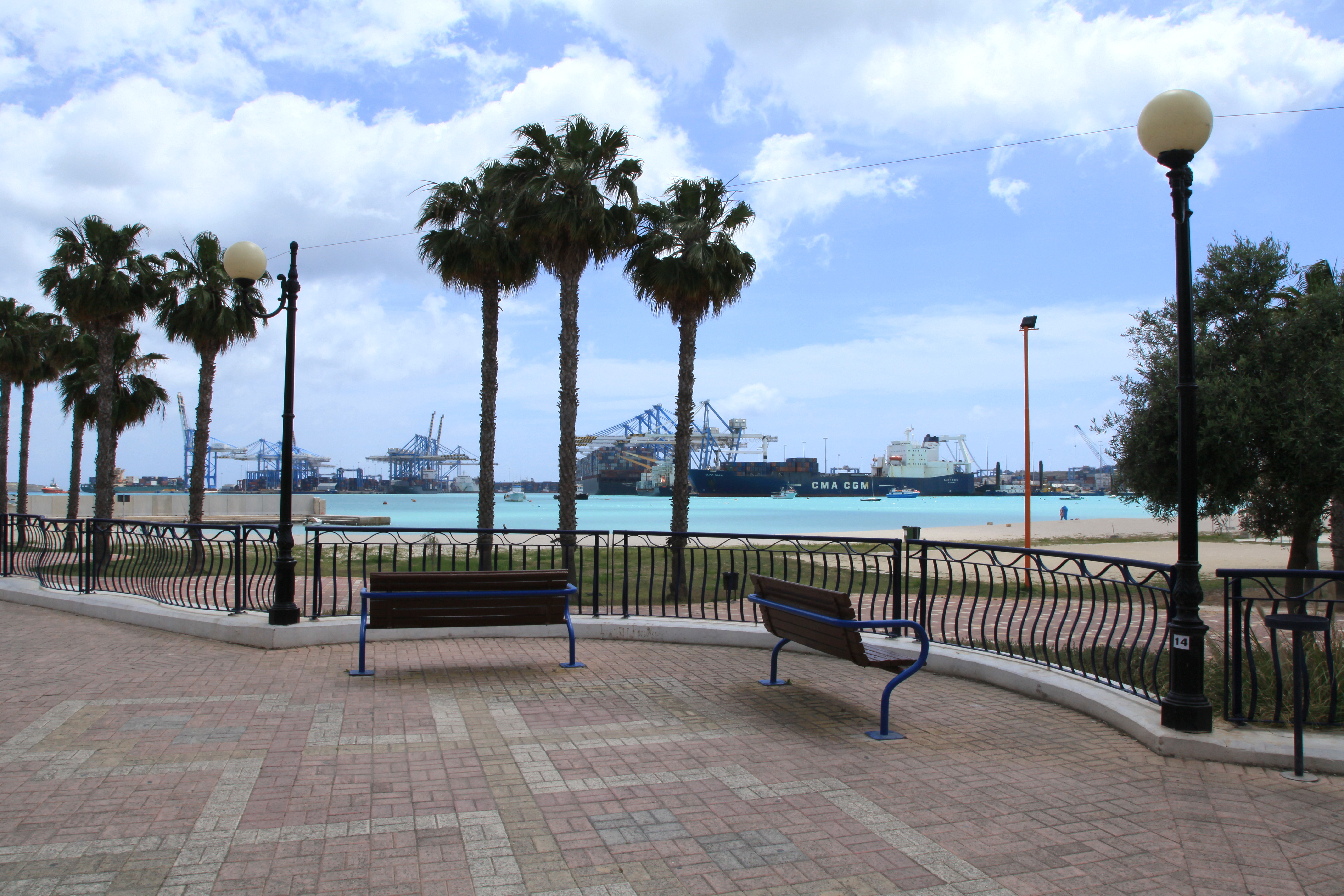
Widok na Pretty Bay, Ġnien Mons-Ġużeppi Minuti oraz Malta Freeport. Przeplatanie się nazw angielskich i maltańskich jest na Malcie powszechne

Języki maltański i angielski są językami urzędowymi na Malcie i są wykorzystywane do nauczania uczniów na poziomie szkół podstawowej i średniej, oba języki są również przedmiotami obowiązkowymi. Szkoły publiczne mają tendencję do stosowania zarówno maltańskiego i angielskiego w sposób zrównoważony, natomiast szkoły prywatne wolą używać w nauczaniu języka angielskiego. Język angielski jest językiem z wyboru na Uniwersytecie Maltańskim oraz w niektórych środowiskach, takich jak banki, biura rachunkowe, usługi medyczne i firmy informatyczne. Około 90% Maltańczyków potrafi się komunikować w języku angielskim. Około 14% Maltańczyków twierdzi, że używa języka angielskiego w rodzinie i 29% w pracy. Według badań Narodowego Urzędu Statystycznego Malty wynika, że 86,23% Maltańczyków „preferuje” rozmawiać w języku maltańskim, 11,76% w języku angielskim, natomiast 1,84% w języku włoskim. Na poziomie kultury i zwyczajów kulturowych, Maltańczycy dzielą się na dwie kategorie: tych, którzy popierają większe wykorzystanie maltańskiego, i tych, którzy popierają większe wykorzystanie języka angielskiego. W badaniu w 2001 roku, 43,2% badanych stwierdziło, że zazwyczaj czyta w języku angielskim, 48% stwierdziło, że ogląda telewizję i kino w języku angielskim, natomiast w języku maltańskim odpowiednio: 48% i 59,2%. Malta jest siedzibą licznych szkół języka angielskiego dla obcokrajowców.
Wśród języków obcych, 51% studentów wybrało naukę języka włoskiego, 38% wybrało język francuski. Ogólnie, językiem włoskim potrafi się porozumiewać około 1/3 społeczeństwa, do 1936 roku język włoski był językiem urzędowym na Malcie.

## Kultura

### Architektura i sztuka

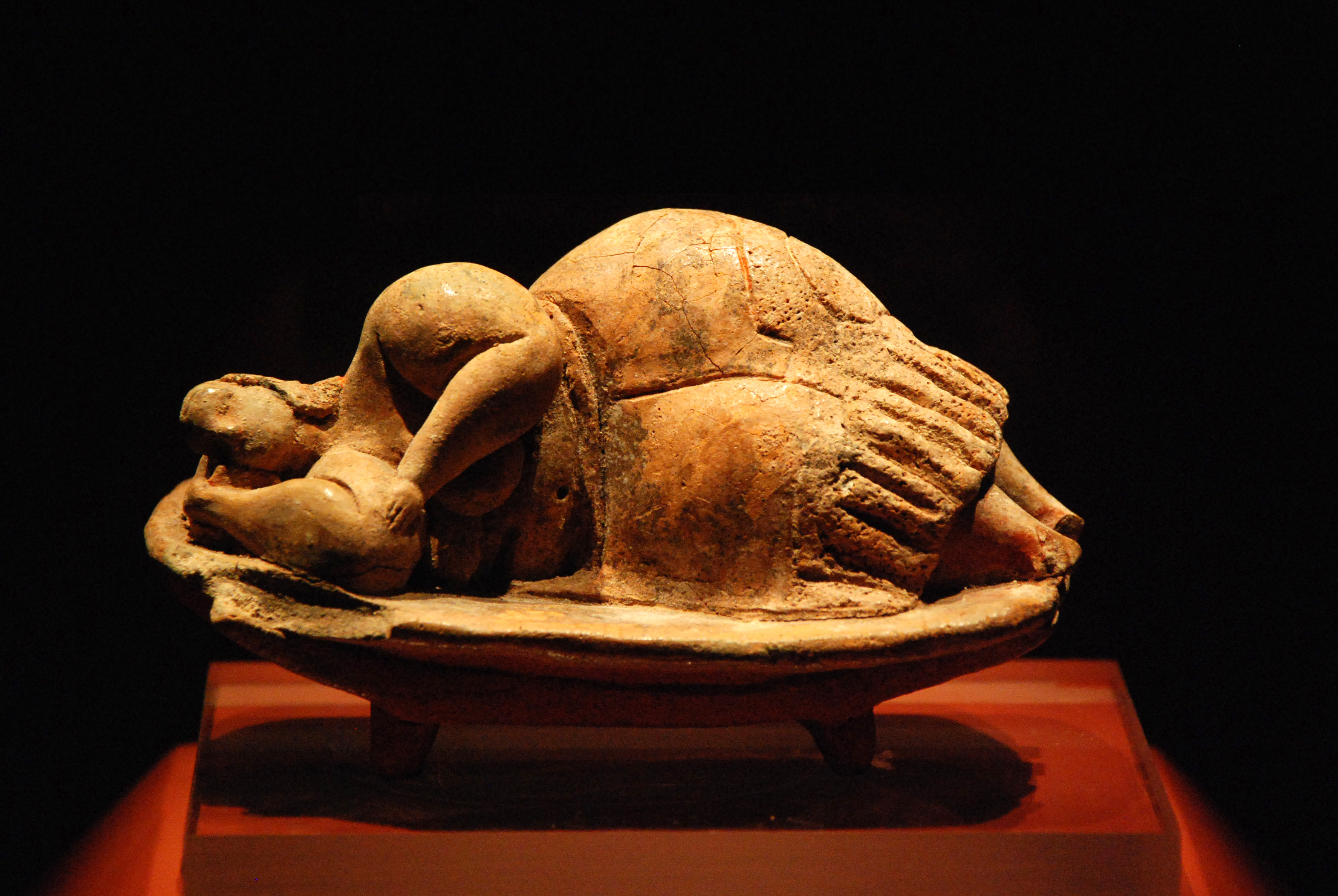
Artefakt Śpiąca Dama z czasów prehistorycznej cywilizacji maltańskiej

Architektura i sztuka maltańska odzwierciedla różne kultury, które stykały się z archipelagiem maltańskim na przestrzeni wieków. Początki maltańskiej architektury i sztuki mają związek z prehistoryczną cywilizacją maltańską. Cywilizacja ta budowała megalityczne świątynie blisko 6000 lat temu, pomiędzy IV a III tysiącleciem p.n.e. Do dziś zachowały się ruiny oraz artefakty np. różne figurki. Po tym okresie, Malta była pod rządami Fenicjan, Kartaginy, a później Rzymian. Okres rzymski wprowadził dekoracyjne mozaikowe podłogi, marmurowe kolumnady i klasyczne posągi. Założono miasta m.in. Melite oraz Gaulos oraz budowano liczne świątynie i pałace. Do dzisiaj pozostało niewiele obiektów. Części ruin oraz wiele artefaktów z tego okresu znajdują się obecnie w muzeum Domvs Romana. Po upadku Zachodniego Cesarstwa Rzymskiego, Malta stała się częścią Cesarstwa Bizantyjskiego (533–870 r.), a później była pod panowaniem arabskim (870–1091). Praktycznie nie zachowały się żadne przykłady architektury bizantyjskiej i arabskiej, choć Arabowie wpłynęli na maltańską architekturę ludową i język. W okresie 1091–1530 Malta będąc częścią Hrabstwa i Królestwa Sycylii, miała styczność z różnymi stylami. Jednakże stosunkowo niewiele przykładów średniowiecznej architektury przetrwało do dziś, poza kilkunastoma kaplicami i częścią zabudowań w Mdinie i Cittadelli. Architektura maltańska rozkwitła podczas panowania Joannitów od 1530 do 1798 roku, gdy zaczęto budować w stylu renesansowym, a później w barokowym (zob. architektura barokowa na Malcie). Joannici sprowadzali również włoskich i flamandzkich manierystycznych malarzy do dekoracji swoich pałaców i kościołów. Po 1800 roku Malta stała się częścią Imperium Brytyjskiego, zaczęto używać stylów m.in. neoklasycystycznego i neogotyckiego.

### Teatr, film i muzyka

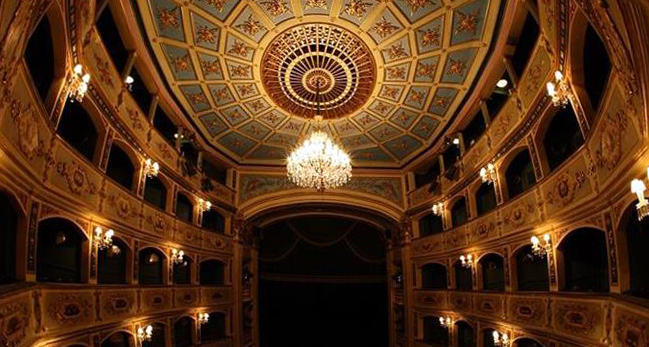
Wnętrze Teatru Manoel

Głównym teatrem na Malcie jest Teatr Manoel. Jego budowa została zakończona w 1731 roku. Znajduje się w nim siedziba Maltańskiej Orkiestry Symfonicznej (ang. Malta Philharmonic Orchestra). Według CNN Travel zaliczany jest do 15 najefektowniejszych teatrów na świecie. Opera Królewska (Royal Opera House) była teatrem operowym i miejscem sztuki teatralnej. Zbudowana w 1866 roku, podczas bombardowania w 1942 roku została w wysokim stopniu uszkodzona. Miejsce zostało przebudowane i od 2013 roku funkcjonuje jako teatr pod gołym niebem. Malta 5D to kino działające w technologii 4D, gdzie obraz jest wyświetlany w technologii trójwymiarowej, są również dodawane dodatkowe bodźce m.in. dzięki ruchomym fotelom, rozpylaczom wody i zapachów, podmuchom powietrza.
Na Malcie odbywa się festiwal muzyczny Isle of MTV, w którym co roku uczestniczy około 50 000 osób. Odbywają się tu również mniejsze festiwale np. Malta Jazz Festival, Malta Song Festival. Malta International Choir Festival to międzynarodowy festiwal chóralny. Żaqq to maltański instrument. Għana to rodzaj maltańskiej muzyki ludowej.
Na Malcie rozwija się międzynarodowy przemysł filmowy. Głównym studiem filmowym jest Mediterranean Film Studios. Valletta Film Festival to międzynarodowy festiwal filmowy.
Valletta, stolica Malty w 2018 roku była Europejską Stolicą Kultury.

### Muzea i galerie

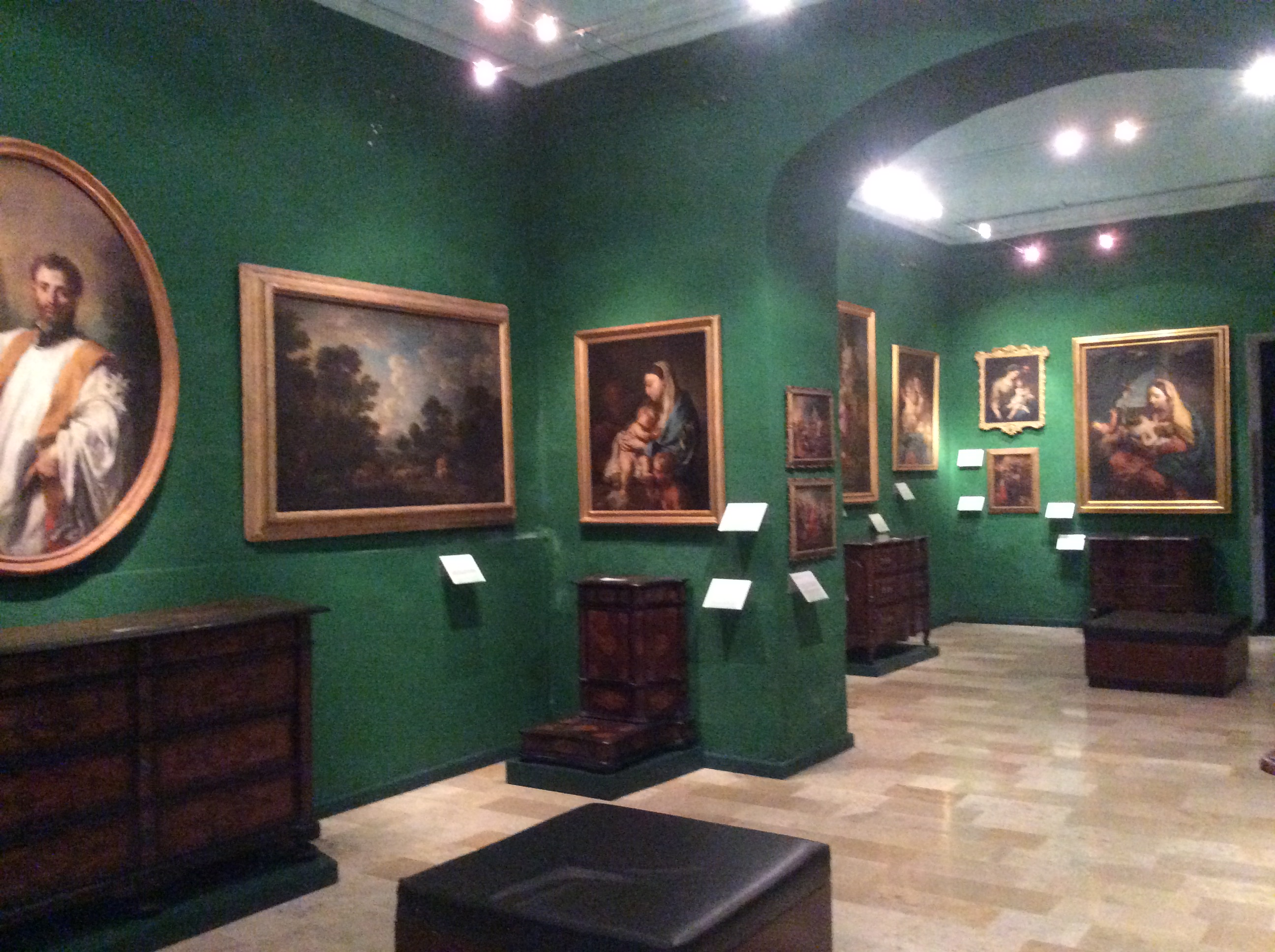
Wnętrze Narodowego Muzeum Sztuk Pięknych

Na Malcie istnieje ponad czterdzieści muzeów. Obejmują one eksponaty od czasów prehistorycznych po okres II wojny światowej. Istnieją tu również muzea tematyczne. Jednym z głównych jest Narodowe Muzeum Archeologii, znajduje się w nim największy zbiór eksponatów z czasów prehistorycznych. Podobne zbiory są wystawiane w Muzeum Archeologii Gozo. Domvs Romana obejmuje zarówno ruiny, jak i artefakty z okresu rzymskiego zebrane z całej Malty. Fortifications Interpretation Centre to centrum wiedzy o fortyfikacjach Malty. Lascaris War Rooms to dawny tajny bunkier wykorzystywany w latach II wojny światowej jako brytyjska kwatera główna, później używana była przez NATO. Narodowe Muzeum Wojny koncentruje się na tematyce wojennej. Malta Aviation Museum to muzeum lotnictwa, obejmuje trzy hangary wraz z historycznymi samolotami. Najnowszym muzeum jest Muzeum Poczty Malty otwarte w 2016 roku.

### Media
Telewizja naziemna na Malcie jest nadawana w standardzie cyfrowym DVB-T od 2011 roku. Główną państwową stacją telewizyjną jest Television Malta (TVM) należąca do grupy Public Broadcasting Services. Programy w jakości HD są nadawane zarówno w języku maltańskim, jak i angielskim. Telewizja TVM ma największą oglądalność w kraju na poziomie prawie 35%. W 2021 roku powstał publiczny kanał informacyjny TVMNews+, który zajął miejsce dotychczasowego kanału TVM2. Istnieje też kilka innych mniejszych stacji telewizyjnych, w tym kilka nadawanych w języku maltańskim, oraz Smash Television nadawany w językach maltańskim i angielskim.
Głównymi wydawnictwami prasowymi są angielskojęzyczne: Times of Malta, Malta Today i Malta Independent, które też oferują informacyjne portale internetowe. Oprócz powyższych, jednym z największych maltańskich serwisów internetowych jest Lovin Malta. Największymi operatorami telekomunikacyjnymi są Melita (przedsiębiorstwo) i GO (Malta) (obydwaj oferujący telewizję kablową, dostęp do Internetu, telefon) oraz epic (Malta) (dawniej Vodafone Malta, oferujący dostęp do Internetu oraz telefon).
Na Malcie jest uruchomionych ponad 400 punktów dostępowych (tzw. hotspotów) z darmowym bezprzewodowym dostępem do Internetu (Wi-Fi). Od 2015 roku blisko osiem milionów użytkowników skorzystało z bezpłatnych punktów dostępowych, średnio 7500 użytkowników dziennie. Malta Communications Authority uruchomił specjalną aplikację dla telefonów komórkowych, która za pomocą GPSa wskazuje najbliższe 10 darmowych punktów dostępowych do Internetu. Darmowy bezprzewodowy Internet Wi-Fi funkcjonuje od 2020 roku również we wszystkich autobusach komunikacji miejskiej.

### Święta
| Data        | Nazwa polska         | Nazwa maltańska    | Nazwa angielska  |
| ----------- | -------------------- | ------------------ | ---------------- |
| 31 marca    | Dzień Wolności       | Jum il-Ħelsien     | Freedom Day      |
| 7 czerwca   | Sette Giugno         | Is-Sette Giugno    | Sette Giugno     |
| 8 września  | Dzień Zwycięstwa     | Jum il-Vitorja     | Victory Day      |
| 21 września | Dzień Niepodległości | Jum I-Indipendenza | Independence Day |
| 13 grudnia  | Dzień Republiki      | Jum ir-Repubblika  | Republic Day     |

## Życie nocne
Malta przyciąga wielu turystów także ze względu na bogate życie nocne trwające codziennie przez cały rok. Rozrywkowe życie nocne jest przede wszystkim skoncentrowane na północnym wybrzeżu Malty, głównie w St. Julian’s, Sliema, Buġibba w Saint Paul’s Bay, a w szczególności w imprezowej dzielnicy Paceville, która jest miejscem spotkań dla tysięcy młodych ludzi. W dzielnicy tej znajdują się dziesiątki dyskotek, klubów, barów, restauracji, kin i kasyn. Większość klubów i dyskotek jest położona obok siebie, ma bezpłatny wstęp, jest zwykle otwarta do wczesnych godzin porannych oraz grane są w niej różne gatunki muzyczne. Niektóre dyskoteki są na świeżym powietrzu. Jednym z popularniejszych takich obiektów jest Café del Mar Malta, znajdujący się obok Malta National Aquarium. Istnieje tu szereg klubów nocnych ze striptizem. Malta staje się również coraz bardziej popularna w organizowaniu wieczorów kawalerskich.
Dla osób preferujących spokojniejsze życie nocne, otwarty jest szereg barów, kawiarni, pubów, bistro, restauracji, winiarni oraz ekskluzywnych lokali rozsianych po całym archipelagu. Wiele z nich ma ogródki i tarasy z widokiem na morze. Na Malcie odbywają się wieczorne imprezy kulturalne, jak również lokalne uroczystości – tzw. festa.

## Opieka zdrowotna

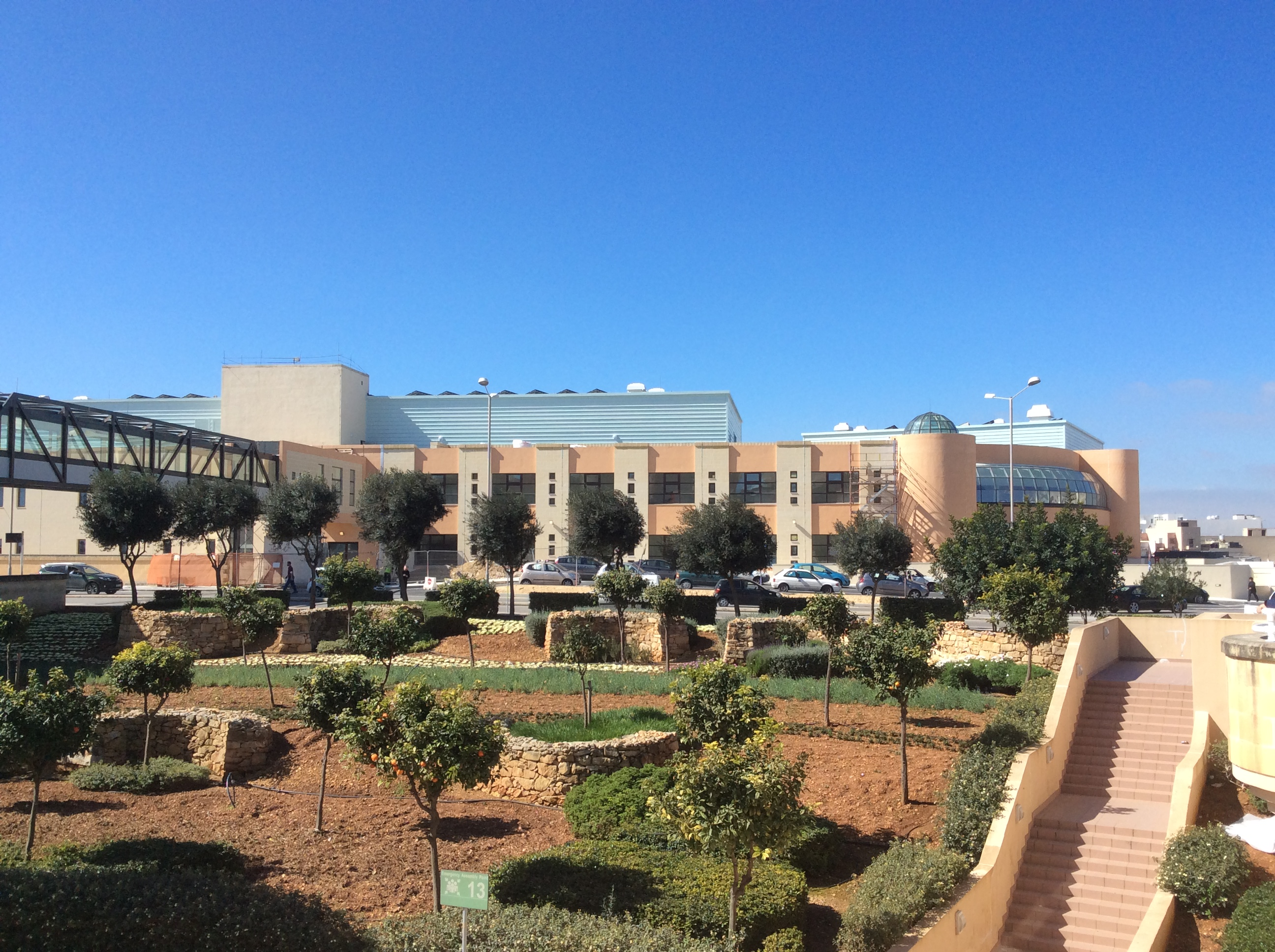
Mater Dei Hospital

Maltański system opieki zdrowotnej jest finansowany z podatków oraz ubezpieczeń społecznych i obejmuje większość usług medycznych w zakładach opieki zdrowotnej (centra medyczne, kliniki) i szpitalach publicznych. Obywatele Unii Europejskiej mogą korzystać z bezpłatnej opieki zdrowotnej, ale tylko po okazaniu Europejskiej Karty Ubezpieczenia Zdrowotnego, wraz z dokumentem tożsamości.
Centra medyczne świadczą podstawowe usługi medyczne. Usługi medyczne – oprócz lekarza ogólnego obejmują również usługi specjalistyczne. Na Malcie funkcjonuje dziewięć centrów medycznych, osiem na wyspie Malta i jedno na wyspie Gozo. Na Malcie funkcjonują dwa publiczne szpitale ogólne: Mater Dei Hospital w Msida na wyspie Malta oraz Gozo General Hospital w Rabacie na wyspie Gozo. Działają tu także publiczne szpitale specjalistyczne oraz szpitale prywatne. Apteki na Malcie funkcjonują w każdej miejscowości. Większość aptek oprócz dostarczania leków, oferuje również dodatkowo płatną usługę lekarską.